# Prabowo Subianto
Prabowo Subianto Djojohadikusumo (n. 17 octombrie 1951, Jakarta, Indonezia) este un politician, om de afaceri și general cu patru stele în rezervă din Indonezia, care ocupă funcția de președinte al Indoneziei⁠(d) începând cu anul 2024. Anterior, a fost ministru al apărării în cadrul cabinetului președintelui Joko Widodo, între 2019 și 2024. Prabowo este al treilea președinte indonezian cu un trecut militar, după Suharto și Susilo Bambang Yudhoyono, și cel mai în vârstă președinte aflat la primul mandat din istoria Indoneziei.
Prabowo este primul președinte indonezian cu origine nobilă. Este al optulea descendent din linia sultanului Agung al regatului Mataram și a sultanului Hamengkubuwono I din sultanatul Yogyakarta. Raden Kartoatmojo s-a căsătorit cu un nobil al sultanatului Yogyakarta, RA Djojoatmojo, care era al patrulea descendent al sultanului Hamengkubuwono I. Din această căsătorie a rezultat o descendență care a continuat cu Raden Tumenggung Mangkuprojo, apoi cu Raden Mas Margono Djojohadikusumo, bunicul lui Prabowo.
Prabowo Subianto a absolvit Academia Militară Națională a Indoneziei (în indoneziană Akademi Militer Nasional) în 1970 și a activat în principal în cadrul Forțelor Speciale (Kopassus), până când a fost numit, în 1998, comandant al Rezervelor Strategice (Kostrad). În același an, a fost îndepărtat din armată și, ulterior, i s-a interzis accesul în Statele Unite, fiind acuzat de încălcări ale drepturilor omului.
La începutul anului 2008, cercul apropiat al lui Prabowo a înființat Partidul Gerindra. La alegerile prezidențiale din 2009, a candidat fără succes pentru funcția de vicepreședinte, în tandem cu Megawati Sukarnoputri⁠(d). A participat la alegerile prezidențiale din 2014, fiind învins de guvernatorul Jakartei, Joko Widodo, rezultat pe care inițial l-a contestat. A candidat din nou, fără succes, în alegerile din 2019, împotriva lui Joko Widodo, avându-l ca partener de candidatură pe Sandiaga Uno și sprijinul partidelor Gerindra, PKS (Partidul Justiției Prosperoase), PAN (Partidul Mandatului Național), Demokrat (Partidul Democrat) și Berkarya. Refuzul său de a accepta rezultatul alegerilor a dus la proteste din partea susținătorilor săi, care au degenerat în revolte la Jakarta. Cu toate acestea, după o confruntare politică tensionată, Prabowo Subianto a acceptat să facă parte din cabinetul lui Joko Widodo în calitate de ministru al apărării pentru perioada 2019–2024.
La 10 octombrie 2021, Partidul Gerindra l-a desemnat oficial pe Prabowo drept candidat la alegerile prezidențiale din 2024. Pe 12 august 2022, Prabowo a anunțat că acceptă nominalizarea partidului. Pe 14 februarie 2024, Prabowo și-a declarat victoria în alegeri, sondajele neoficiale indicând un avans în primul tur de scrutin. Pe 20 martie, Comisia Electorală Generală (KPU) a validat rezultatele și l-a declarat președinte ales al Indoneziei, statut confirmat de Curtea Constituțională (MK) la 22 aprilie 2024. Prabowo a fost învestit oficial ca al optulea președinte al Indoneziei la 20 octombrie 2024.

## Biografie

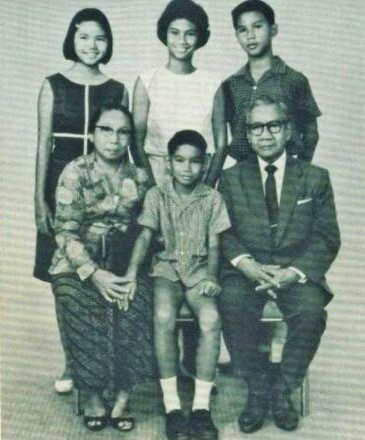
Prabowo Subianto la vârsta de 12 ani (în picioare, în dreapta), împreună cu frații și bunicii săi, Margono Djojohadikusumo și Siti Katoemi Wirodihardjo.

Tatăl lui Prabowo, Sumitro Djojohadikusumo (1917–2001), provenea din Gombong, Kebumen. A fost un economist remarcabil, ocupând funcții importante în guvernele succesive ale Indoneziei: ministru al economiei în timpul președinției lui Sukarno și ministru al cercetării și tehnologiei în timpul lui Suharto. Sumitro i-a dat numele „Prabowo” în memoria fratelui său mai mic, ucis în timpul unei confruntări cu trupele japoneze la Lengkong, Tangerang, în perioada Revoluției Naționale Indoneziene.
Mama sa, Dora Marie Sigar (1919–2008), era creștină protestantă, cu origini minahase și germane, provenind din familia nobilă Sigar-Maengkom din Langowan, provincia Sulawesi de Nord⁠(d). Tatăl ei a fost membru al Volksraad-ului Indiilor Olandeze de Est. Căsătoria dintre Sumitro și Dora a avut loc în Matraman, Jakarta de Est⁠(d).
Prabowo are două surori mai mari: Bianti Djojohadikusumo (n. 1946) și Maryani Djojohadikusumo (n. 1948). Unicul său frate, Hashim Djojohadikusumo, s-a născut în 1953 și este unul dintre cei mai influenți oameni de afaceri din Indonezia, cu active extinse pe mai multe continente. Bianti este căsătorită cu J. Soedradjad Djiwandono, fost guvernator al Băncii Indoneziei (1993–1998), iar Maryani a fost căsătorită cu un om de afaceri francez, Didier Lemaistre, decedat în 2018.
În anii 1960, familia a trăit în exil autoimpus, ca urmare a divergențelor politice dintre Sumitro și președintele Sukarno, locuind în Elveția, Singapore, Thailanda, Malaysia și Regatul Unit. Astfel, Prabowo și frații săi au crescut într-un mediu cosmopolit. În timpul liceului, a studiat la Victoria Institution din Kuala Lumpur, Malaysia, iar între 1966 și 1968 a locuit la Londra, unde a urmat și absolvit American School. La sfatul tatălui său, a ales o carieră militară. Potrivit cunoscuților și observatorilor, Prabowo s-a remarcat prin talent strategic și o puternică înclinație către puterea politică.
Sumitro provenea el însuși dintr-o familie de elită. Tatăl său, Margono Djojohadikusumo, a fost fondatorul primei bănci de stat din Indonezia, Bank Negara Indonesia (BNI), primul lider al Consiliului Consultativ Suprem Provizoriu (DPA) și membru al Comitetului de Investigare pentru Pregătirea Independenței (BPUPK), care a elaborat pașii spre proclamarea independenței țării. Astfel, Prabowo aparține celei de-a treia generații de membri ai familiei care au ocupat funcții înalte în stat, începând din 1945.
Prabowo și fosta sa soție, Titiek Suharto (fiica fostului președinte Suharto), au un fiu, Didit Hediprasetyo, care a locuit în Boston înainte de a se stabili la Paris pentru a urma o carieră în designul vestimentar. Deși fiul său nu pare interesat de politică, Prabowo este unchiul unor politicieni ai Partidului Gerindra: Thomas Djiwandono, Budi Djiwandono, Aryo Djojohadikusumo și Rahayu Djojohadikusumo, care continuă implicarea familiei Djojohadikusumo în viața politică indoneziană.

## Cariera militară

### Academia militară și serviciul activ
Prabowo Subianto a fost admis în Academia Militară Națională a Indoneziei (în indoneziană Akademi Militer Nasional) din Magelang în anul 1970. A absolvit în 1974, alături de alți ofițeri care aveau să ajungă în poziții de conducere superioare, precum Susilo Bambang Yudhoyono.
În 1976, Prabowo Subianto a activat în Comandamentul Forțelor Speciale ale Armatei Indoneziene (Kopassus) și a fost numit comandant al Grupului 1 Komando Pasukan Sandhi Yudha (Kopassandha), una dintre unitățile de comando Nanggala ale armatei în Timorul de Est, teritoriu portughez anterior, invadat de Indonezia în anul precedent. Prabowo, în vârstă de 26 de ani la acel moment, a fost cel mai tânăr comandant al unei unități Nanggala. A condus misiunea de capturare a vicepreședintelui Fretilin, Nicolau dos Reis Lobato, care fusese primul prim-ministru al Timorului de Est. Prabowo a fost ghidat în această misiune de fratele mai mic al lui Nicolau, Antonio Lobato. La 31 decembrie 1978, compania lui Prabowo l-a localizat pe Nicolau la Maubisse, la circa cincizeci de kilometri sud de Dili, și l-a împușcat mortal în abdomen.
În 1981, căpitanul de infanterie Prabowo Subianto, împreună cu maiorul de infanterie Luhut Binsar Panjaitan, a fost trimis de Forțele Armate Indoneziene (TNI) la un curs de instruire anti-terorism organizat de unitatea GSG-9 în Germania. După absolvirea cursului, TNI a înființat prima unitate anti-teroristă din Indonezia – Detasemen 81 Anti Teror – sub conducerea Kopassus, cu Luhut ca comandant și Prabowo ca locțiitor al acestuia.
În 1983, s-a susținut că Prabowo ar fi comandat forțele speciale responsabile de masacrele de la Kraras, în Timorul de Est. Supraviețuitorii acestor masacre au fost închiși într-un lagăr de concentrare păzit de oamenii lui Prabowo, unde mulți au murit din cauza foametei și a relelor tratamente. Prabowo a susținut că nu se afla în districtul Viqueque la momentul masacrului, iar nici ONU, nici guvernul Timorului de Est nu au formulat acuzații de încălcare a drepturilor omului împotriva sa. Jose Manuel Tesoro, într-un articol pentru Asiaweek din 2000, a contactat patru organizații neguvernamentale – TAPOL (Londra), Solidamor (Jakarta), Fundația HAK (Dili) și East Timor Action Network (ETAN, New York) – și niciuna nu a putut furniza dovezi directe, transcrieri ale comunicațiilor interceptate, documente scurse sau alte elemente care să susțină implicarea lui Prabowo.
În 1985, Prabowo Subianto a urmat Cursul Avansat pentru Ofițeri de Infanterie la Fort Bragg, în Statele Unite, pentru instruire în lupta de comando. La începutul anilor 1990, în calitate de comandant al Grupului 3 Kopassus, generalul-maior Prabowo a încercat să înăbușe mișcarea pentru independența Timorului de Est folosind trupe neregulate (așa-numiții „ninja” – indivizi mascați în negru, activând noaptea) și, în orașele și satele principale, miliții instruite și dirijate de comandanții Kopassus. Abuzurile asupra drepturilor omului s-au intensificat. Campania armatei din 1997 a fost denumită Operațiunea Eradicare.
În 1996, Prabowo Subianto a condus Operațiunea Mapenduma în regiunile muntoase din Papua. Obiectivul a fost eliberarea a 11 cercetători științifici răpiți de Mișcarea pentru Papua Liberă (OPM). Aceștia erau cinci indonezieni, patru britanici, un olandez și soția sa germană, însărcinată. Doi dintre indonezienii reținuți au fost uciși cu puțin timp înainte de operațiunea de salvare. Misiunea a beneficiat de sprijinul confidențial al atașatului militar britanic, colonelul Ivor Helberg, fost membru al SAS. După transferul ostaticilor, unitățile Kopassus aflate sub comanda lui Prabowo Subianto au declanșat o campanie de represalii împotriva satelor suspectate că ar sprijini OPM; într-unul dintre cazuri, satul Geselema a fost atacat cu ajutorul unui elicopter militar deghizat în elicopter al Crucii Roșii.
La 20 martie 1998, Prabowo Subianto a fost numit la conducerea Comandamentului Rezervei Strategice a Armatei (Kostrad), care număra 27.000 de militari și care fusese comandat anterior de Suharto în 1965. De-a lungul carierei sale militare, a primit poreclele „08” și „Pandu” (în română „cercetaș”), din partea trupelor Kopassus și Kostrad, respectiv.

### Rolul în căderea lui Suharto
La mai puțin de trei luni după numirea sa în funcția de comandant al Comandamentului Rezervelor Strategice ale Armatei (Kostrad), în prima zi a revoltelor din mai 1998, Prabowo Subianto i-a cerut comandantului Forțelor Armate Naționale Indoneziene (ABRI), generalul Wiranto, să-i permită să aducă unități din rezervele strategice aflate în afara Jakartei în oraș pentru a restabili ordinea. Sute de bărbați antrenați de Kopassus (fostul comandament al lui Prabowo) au fost transportați cu avionul din Dili la Yogyakarta, cu avioane charter, iar apoi cu trenul până în Jakarta. Prabowo Subianto a făcut apel public la indonezieni să i se alăture pentru a lupta împotriva „trădătorilor națiunii”. În dimineața zilei de 14 mai, trupe Kopassus au escortat tineri infractori din Lampung, în sudul Sumatrei, în capitală. Astfel, Prabowo Subianto a fost acuzat că a folosit contactele din fostul său comandament pentru a aduce oameni și a provoca tulburări, în timp ce Wiranto a refuzat să-i acorde comenzii actuale a lui Prabowo, Kostrad, permisiunea de a suprima revoltele existente – o strategie javană clasică de a crea haos pentru a discredita un rival și/sau pentru a prelua puterea.
Trupe aflate sub comanda lui Prabowo au răpit și torturat cel puțin nouă activiști pentru democrație în lunile premergătoare revoltelor din mai 1998. Într-o mărturie, Andi Arief, fost deținut, a povestit că a fost torturat zile întregi într-un loc neidentificat – posibil o bază militară – unde a fost ținut legat la ochi aproape tot timpul și interogat repetat în legătură cu activitățile sale politice. Abuzurile au inclus bătăi, intimidare fizică și psihologică, dar și șocuri electrice. Mai târziu, în 2009, doi dintre cei nouă activiști au fost candidați ai partidului Gerindra, condus de Prabowo, iar un altul a fost consilierul său media. Până în 2024, șase dintre cei nouă răpiți (inclusiv Arief) au lucrat pentru Prabowo sau l-au susținut pentru președinție. Prabowo Subianto a fost de asemenea suspectat că a organizat răpirea altor 13 activiști (care rămân „dispăruți”) între februarie 1997 și mai 1998.
Investigațiile ulterioare privind revoltele din mai au arătat că violențele din Jakarta au fost rezultatul unei lupte interne în rândul elitei militare pentru succesiunea la conducerea țării după Suharto. Mulți au considerat că Prabowo Subianto, în calitate de comandant al Kostrad, dorea să-i succeadă socrului său și viza funcția de comandant al Forțelor Armate, deținută de generalul Wiranto, favorit pentru succesiune. Împreună cu comandantul Operațiunilor pentru Jakarta și împrejurimi (Pangkoops Jaya), generalul maior Sjafrie Sjamsoeddin, Prabowo Subianto ar fi urmărit să terorizeze opozanții regimului și să demonstreze că Wiranto era „un comandant incompetent, incapabil să controleze dezordinea”. În lunile august și septembrie, echipa de anchetă i-a intervievat pe Prabowo Subianto, Sjafrie și alți comandanți militari în legătură cu mișcările lor în timpul revoltelor din Jakarta. Prabowo Subianto a afirmat că nu știa cu exactitate mișcările trupelor în capitală și a redirecționat responsabilitatea către Sjafrie. În raportul final, echipa de anchetă a suspectat că, în noaptea de 14 mai, Prabowo Subianto s-a întâlnit cu mai mulți membri ai Forțelor Armate și figuri civile influente la sediul Kostrad pentru a discuta organizarea violențelor. Totuși, această afirmație a fost infirmată ulterior de mai mulți participanți la acea întâlnire, inclusiv de cunoscutul avocat pentru drepturile omului Adnan Buyung Nasution și de membrul echipei mixte de anchetă Bambang Widjojanto. Alte declarații ulterioare ale lui Prabowo Subianto au contrazis raportul echipei și au alimentat scepticismul privind acuzațiile formulate.

### Destituirea din armată
La 21 mai 1998, Suharto și-a anunțat demisia din funcția de președinte, iar vicepreședintele B. J. Habibie a preluat funcția prezidențială. În după-amiaza aceleiași zile, imediat după învestirea lui B. J. Habibie⁠(d), Prabowo Subianto a cerut să fie numit la conducerea armatei, în locul generalului Wiranto. Cu toate acestea, Habibie și Wiranto l-au destituit pe Prabowo din funcția de comandant al Kostrad (Comandamentul Rezervei Strategice a Armatei), iar a doua zi au anunțat numirea lui Wiranto ca ministru al apărării și securității, precum și comandant al armatei indoneziene, ceea ce a dus la demiterea efectivă a lui Prabowo.
Există două versiuni privind modul în care s-a produs această destituire: potrivit primei, un Prabowo furios s-a prezentat la Palatul Prezidențial înarmat și însoțit de un camion cu trupe din Kostrad. Deoarece nu i s-a permis accesul în biroul lui Habibie, acesta a mers la Suharto, care însă l-a mustrat. O altă versiune susține că Prabowo a fost demis deoarece era suspectat că ar fi încercat să organizeze o lovitură de stat împotriva lui Habibie. Se afirmă că, după învestirea lui Habibie, Wiranto ar fi raportat mișcări suspecte ale trupelor Kostrad în apropierea reședinței prezidențiale. Drept urmare, Habibie a ordonat demiterea lui Prabowo chiar înainte de apusul soarelui în acea zi. Ulterior, în weekendul din 23 sau 24 mai, Prabowo a fost vizitat de Wiranto la reședința sa și redistribuit într-o funcție administrativă, fără atribuții de luptă, în cadrul Colegiului de Stat Major și Comandament al Forțelor Armate din Bandung.
În urma unei anchete desfășurate de ABRI în august 1998, Dewan Kehormatan Perwira (Consiliul de Onoare al Ofițerilor) l-a găsit vinovat pe Prabowo pentru „interpretarea greșită a ordinelor” în cazul răpirii a nouă activiști anti-Suharto în 1998. Prabowo Subianto și-a recunoscut responsabilitatea pentru răpirea celor nouă activiști, iar în noiembrie a fost eliberat onorabil din serviciul militar. Atât el, cât și Wiranto au negat că eliberarea sa ar fi avut la bază măsuri disciplinare. Ulterior, Prabowo a plecat în exil voluntar în Iordania, unde îl cunoștea pe tânărul rege Abdullah, ambii fiind foști comandanți ai trupelor speciale. Într-un interviu acordat revistei Asiaweek în anul 2000, Prabowo Subianto declara: „Nu l-am amenințat niciodată pe Habibie. N-am fost în spatele revoltelor. Este o mare minciună. Nu l-am trădat niciodată pe Suharto. Nu l-am trădat niciodată pe Habibie. Nu mi-am trădat niciodată țara. A existat un anumit grup care a dorit să mă transforme în țap ispășitor, poate pentru a-și ascunde propria implicare.” Organizațiile pentru drepturile omului au pus de multă vreme la îndoială eligibilitatea lui Prabowo de a candida la președinție, menționând că a fost eliberat din armată în august 1998 pentru „interpretarea greșită a ordinelor” în cazul răpirii activiștilor pentru democrație. Deși aceasta a fost versiunea oficială a armatei, unii observatori consideră că adevăratul motiv a fost implicarea sa într-o tentativă de lovitură de stat, în calitate de comandant al rezervelor strategice ale armatei.
Candidatura sa la alegerile prezidențiale din 2014 a readus în atenția publică trecutul său, mai multe organizații cerându-i să se retragă. La 19 aprilie, un poem compus de Fahmi Habcyi l-a criticat, asociindu-l cu dispariția poetului Widji Thukul și cerându-i să-l readucă acasă, întrucât soția acestuia era devastată de așteptare. O coaliție formată din Imparsial, Kontras, Institutul Setara și Human Rights Working Group (HRWG), sub numele de Coaliția Societății Civile Împotriva Uitării, a vizitat Comisia Națională pentru Drepturile Omului (Komnas HAM) din Jakarta, pe 7 mai 2014, cerând redeschiderea anchetei privind cazul Prabowo Subianto. Un raport din 27 iunie 2014 a indicat că jurnalistul de investigație Allan Nairn⁠(d) a fost amenințat cu arestarea „pentru că a dezvăluit rolul fostului general în abuzuri ale drepturilor omului”.
În timpul dezbaterii prezidențiale din 12 decembrie 2023, Prabowo a recunoscut implicit că l-a răpit pe Budiman Sudjatmiko, o acțiune considerată o încălcare a drepturilor omului; ulterior, Sudjatmiko a devenit unul dintre purtătorii săi de cuvânt. Înainte de dezbatere, Prabowo i-a spus lui Sudjatmiko că i-a eliberat pe toți activiștii pe care i-a răpit, dar că nu a mai știut nimic despre soarta lor ulterioară. Explicându-și decizia, Budiman a declarat că oamenii se schimbă în 25 de ani, atât el, cât și Prabowo „s-au mutat spre centru”. Maria Catarina Sumarsih, a cărei fiu a fost împușcat mortal în timpul represiunii de la Semanggi, la 13 noiembrie 1998, l-a declarat pe Prabowo responsabil pentru tragedie.

## Cariera în afaceri
După ce a fost eliberat din armată, Prabowo Subianto s-a alăturat afacerilor fratelui său, Hashim Djojohadikusumo. A achiziționat compania Kiani Kertas, un producător de celuloză și exploatator de plantații, cu sediul în Mangkajang, Kalimantanul de Est. Înainte de achiziția sa, Kiani aparținea omului de afaceri Bob Hasan, apropiat al fostului președinte Suharto. În prezent, grupul Nusantara, controlat de Prabowo, deține 27 de companii în Indonezia și în străinătate. Printre acestea se numără Nusantara Energy (petrol, gaze naturale, cărbune), Tidar Kerinci Agung (plantații de ulei de palmier) și Jaladri Nusantara (industrie piscicolă). Prabowo Subianto a rebranduit compania Kiani Kertas sub numele de Kertas Nusantara. Fondată în 1990, compania face parte din Nusantara Energy și controlează o suprafață de 3.400 de hectare utilizate pentru fabrici de hârtie, locuințe pentru angajați, școli private și diverse facilități ale companiei. Kiani a obținut certificarea ISO 900–2005 pentru managementul calității. Totuși, presa a relatat că Kiani Kertas s-a confruntat cu dificultăți financiare, iar la începutul anului 2014 muncitorii au ieșit în stradă pentru a-și cere salariile restante de cinci luni.
Prabowo Subianto a fost cel mai bogat candidat la alegerile prezidențiale din 2009, declarând active în valoare de 1,5 trilioane rupii (aproximativ 150 de milioane de dolari SUA) și 7,5 milioane de dolari SUA în numerar.
În 2007, compania PT Ridlatama, al cărei acționar majoritar era firma britanică Churchill PLC, a efectuat un studiu geologic în Kalimantanul de Est pentru identificarea zăcămintelor de cărbune. La două luni după ce rezultatele studiului au fost pozitive, autoritățile din East Kutai au acordat licențe de exploatare companiei Nusantara Energy (subsidiară a grupului Nusantara, controlat de familia lui Prabowo) pentru zona cercetată de Ridlatama. În 2010, licența Ridlatama a fost revocată, permițând practic preluarea operațiunilor de către Nusantara. Churchill a făcut apel la Curtea Supremă a Indoneziei, dar a pierdut procesul. În 2012, compania a depus o plângere împotriva guvernului indonezian la Centrul internațional pentru reglementarea diferendelor cu privire la investiții (ICSID), cerând despăgubiri de 2 miliarde de dolari. Indonezia a susținut că ICSID nu are autoritatea de a arbitra acest caz. În 2014, ICSID a decis că are această competență, iar procesul este în continuare în desfășurare.
În 2014, regentul din East Kutai, Isran Noor, și-a declarat public sprijinul pentru Prabowo Subianto ca prezidențiabil. De asemenea, el a luat în considerare inițierea unor proceduri penale împotriva companiei Churchill, acuzând-o de falsificarea licenței.

## Activism

### Drepturile fermierilor (HKTI)
Asociația Fermierilor Indonezieni (HKTI) a fost fondată în 1973 pentru a apăra drepturile agricultorilor. Prabowo Subianto a fost ales președinte al HKTI la 5 decembrie 2004, iar în 2010 a fost reales pentru un al doilea mandat.

### Comercianții din piețele tradiționale (APPSI)
Asociația Comercianților din Piețele Tradiționale Indoneziene (APPSI) este o organizație non-profit care militează pentru bunăstarea comercianților din piețele tradiționale ale țării. Prabowo a fost ales președinte al APPSI în 2008. În calitate de președinte al organizației, Prabowo a cerut frecvent autorităților să reglementeze hipermarketurile prin stabilirea unei distanțe minime față de piețele tradiționale, pentru a nu le afecta negativ. „Până acum, comercianții din piețele tradiționale au fost mereu ignorați, astfel că, atunci când s-a construit un magazin modern, comercianții au fost nevoiți să accepte să fie evacuați din cauza demolării,” a declarat Prabowo.

### Pencak silat (IPSI)

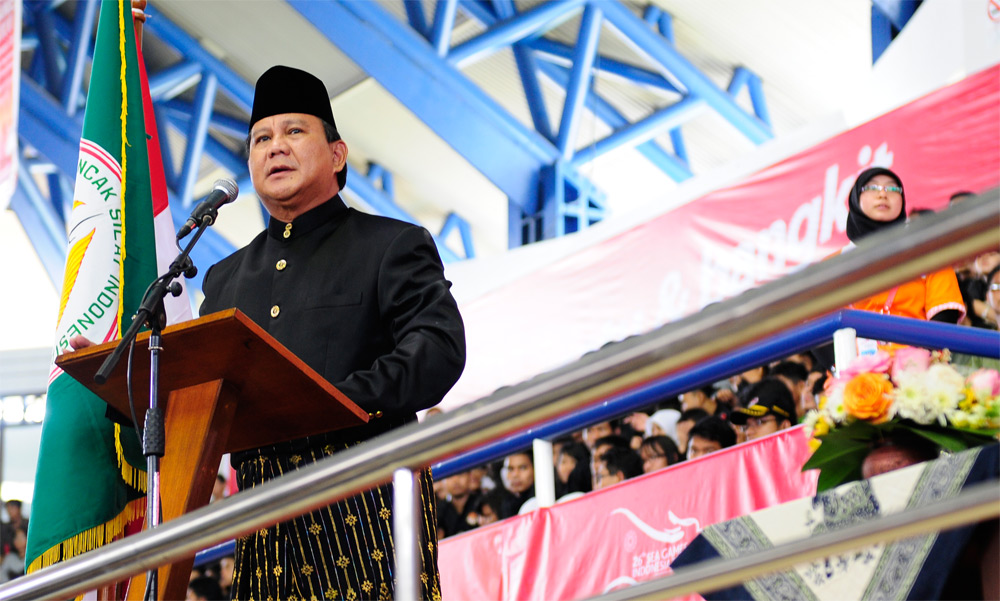
Prabowo Subianto deschide turneul de pencak silat din cadrul Jocurilor SEA 2011, desfășurat în Taman Mini, Jakarta. El este președintele organizației indoneziene de pencak silat.

Penchak silat este una dintre artele marțiale tradiționale ale Indoneziei. Asociația Indoneziană de Pencak Silat (IPSI) este responsabilă cu reglementarea acestui sport, formarea sportivilor și organizarea de competiții. Prabowo a fost ales președinte al IPSI în 2004 și reales în 2012 pentru al treilea mandat consecutiv.
La Jocurile SEA din 2011 de la Jakarta, sportivii de pencak silat au obținut titlul de campioni generali, câștigând 9 dintre cele 18 probe disputate. Rezultatele IPSI sub conducerea lui Prabowo au fost remarcabile la Jocurile Asiatice din 2018, unde sportivii au adus 14 dintre cele 31 de medalii de aur obținute de delegația indoneziană. Prabowo Subianto este, de asemenea, președintele Federației Internaționale de Pencak Silat (IPSF).

### Muncitorii migranți
Serviciul pentru Dreptate și Pace (Padma), activ în regiunea East Nusa Tenggara, a apreciat că Prabowo a avut un rol esențial în salvarea de la pedeapsa cu moartea a Wilfridei Soik, condamnată la Curtea din Kota Bahru, Kelantan⁠(d), Malaezia. Prabowo l-a desemnat pe avocatul malaezian Tan Sri Mohammad Syafei să o apere pe Wilfrida Soik, o muncitoare originară din East Nusa Tenggara care a fost trimisă ilegal la muncă în străinătate. Wilfrida fusese condamnată la moarte pentru uciderea angajatoarei sale, Yeap Seok Pen, la 7 decembrie 2010.

## Cariera politică

### Debutul în politică
Profitând de legăturile sale cu președintele Suharto, Prabowo Subianto și fratele său au încercat în anii 1990 să reducă la tăcere vocile critice din presa și politica indoneziană. Hashim a încercat fără succes să-l convingă pe jurnalistul Goenawan Mohamad să-i vândă revista Tempo, cunoscută pentru pozițiile sale critice și interzisă de regim.
În calitate de locotenent-colonel, Prabowo Subianto l-a invitat în 1992 pe liderul religios Abdurrahman Wahid la sediul batalionului său și l-a avertizat să se limiteze la domeniul religios și să nu se implice în politică, amenințând cu consecințe nedefinite dacă va continua să-l conteste pe președinte. Ulterior, l-a avertizat pe intelectualul Nurcholish Madjid (Cak Nur) să se retragă din cadrul KIPP, un organism de monitorizare electorală înființat de Goenawan Mohamad, despre care comandantul forțelor armate, Feisal Tanjung, afirmase că este „în mod evident neconstituțional”.

### Convenția Partidului Golkar
În 2004, Prabowo Subianto a fost unul dintre cei cinci candidați în cadrul Convenției Naționale a Partidului Golkar, care urmăreau să obțină nominalizarea partidului pentru alegerile prezidențiale. El a obținut cel mai mic număr de voturi, doar 39, fiind eliminat în prima rundă. Câștigătorul turului doi a fost generalul Wiranto. După acest eșec, Prabowo a activat ca membru al Consiliului Consultativ al Partidului Golkar până la demisia sa din 12 iulie 2008.

### Partidul Gerindra
În februarie 2008, cercul apropiat al lui Prabowo – incluzându-i pe Fadli Zon, Muchdi Purwopranjono și fratele său mai mic, Hashim Djojohadikusumo – a înființat Partidul Gerindra (Partidul Mișcării Marii Indonezii). Prabowo a ocupat funcția de președinte al Consiliului de Supraveghere al Consiliului Central de Conducere (DPP). După decesul președintelui fondator al partidului, Suhardi, în 2014, Prabowo a fost numit președinte general al formațiunii.

## Candidatura la vicepreședinție

### Alegerile generale din 2009
În mai 2009, Partidul Gerindra l-a nominalizat pe Prabowo Subianto drept candidat la președinție pentru alegerile din acel an. Cu toate acestea, întrucât partidul obținuse doar 26 din cele 560 de locuri în Parlamentul Indonezian, nu îndeplinea pragul necesar pentru a propune un candidat propriu. În consecință, Prabowo a candidat ca vicepreședinte alături de Megawati Sukarnoputri⁠(d), fiica primului președinte al Indoneziei, Sukarno.
Cei doi au semnat Acordul Batu Tulis, care prevedea următoarele puncte principale:
- PDI-P și Gerindra o vor susține pe Megawati ca președinte și pe Prabowo ca vicepreședinte în alegerile din 2009;
- Dacă vor fi aleși, Prabowo va avea control asupra programelor și politicilor economice ale Indoneziei, bazate pe principiile autosuficienței, suveranității politice și personalității naționale în domeniul cultural, în cadrul unui sistem prezidențial;
- Prabowo va putea decide titularii următoarelor portofolii: Ministrul Pădurilor, Ministrul Agriculturii, Ministrul Finanțelor, Ministrul Întreprinderilor de Stat, Ministrul Energiei și Resurselor Minerale, Ministrul Afacerilor Maritime și Pescuitului, Ministrul Industriei, Ministrul Muncii și Transmigrării, Ministrul Justiției și Drepturilor Omului și Ministrul Apărării;
- Guvernul format va sprijini programul popular al PDI-P și cele opt programe de acțiune ale Gerindra pentru prosperitatea populației;
- Finanțarea campaniei din 2009 va fi asigurată în proporție de 50% de Megawati și 50% de Prabowo;
- Megawati se angajează să-l susțină pe Prabowo drept candidat la președinție în alegerile din 2014.

Cuplul, denumit informal de presa indoneziană „Mega–Pro”, a obținut 27% din voturi, fiind învins de Susilo Bambang Yudhoyono și colegul său de candidatură, economistul Boediono⁠(d). Rezultatele oficiale anunțate de Comisia Electorală (KPU) la 25 iulie 2009 nu au diferit semnificativ de cele estimate prin numărătoarea rapidă. Atât Megawati cât și Prabowo au fost absenți la anunțarea rezultatelor oficiale, în ciuda faptului că Legea nr. 42/2008 privind alegerile prezidențiale și viceprezidențiale impunea prezența fiecărei perechi de candidați la stabilirea rezultatului final.

## Candidaturi la președinție

### Alegerile generale din 2014

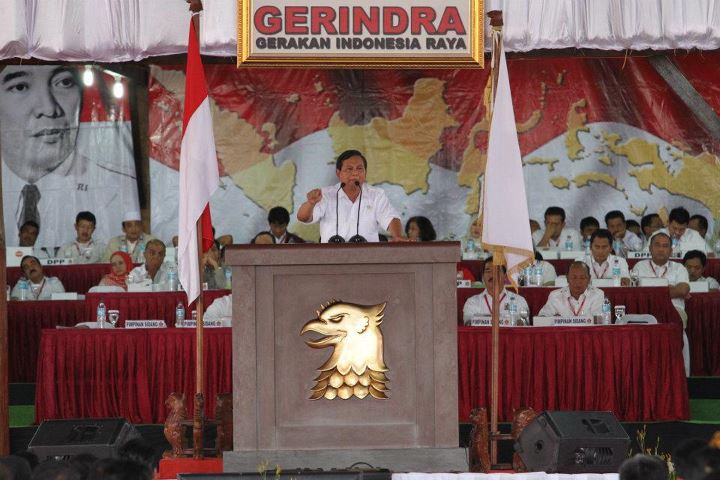
Prabowo Subianto acceptând nominalizarea Partidului Gerindra pentru alegerile prezidențiale din 2014, la un miting în Lembah Hambalang, 17 martie 2012

În noiembrie 2011, Prabowo Subianto și-a anunțat intenția de a candida la alegerile prezidențiale din 2014. Sondaje publicate de Centrul pentru Studii Politice și Dezvoltare Strategică (Puskaptis) și de Institutul de Sondare a Opiniei Publice din Indonezia (LSI), la 23 februarie 2012, îl plasau pe primul loc – însă analiști și activiști au pus la îndoială acuratețea acestor sondaje.
În martie 2012, Partidul Gerindra l-a desemnat oficial pe Prabowo Subianto drept candidat la președinție pentru alegerile din 2014. Sloganul partidului a fost schimbat în Gerindra Menang Prabowo Presiden („Gerindra învinge, Prabowo devine președinte”). Prabowo a declarat că, dacă va fi ales, va conduce o administrație prietenoasă cu investițiile și că Indonezia are nevoie de o explorare energetică mai amplă. A afirmat că este în contact strâns cu sindicatele și că nemulțumirea tot mai mare a lucrătorilor poate fi gestionată printr-un buget național înțelept. A promis, de asemenea, să utilizeze eficiența de tip militar pentru a grăbi proiectele de infrastructură cronice și să creeze locuri de muncă în regiunile îndepărtate ale arhipelagului prin îmbunătățirea productivității agricole. Un alt pilon al programului său a fost afirmarea caracterului laic al viziunii sale, declarând că partidul său va proteja drepturile grupurilor religioase minoritare într-o țară majoritar musulmană.
Conform rezultatelor quick count de după alegerile legislative din 9 aprilie, Gerindra s-a clasat pe locul al treilea, ceea ce l-a poziționat pe Prabowo Subianto printre cei doi principali candidați la președinție, alături de guvernatorul Jakartei, Joko Widodo. La 20 mai 2014, partidele Golkar, PPP (Partidul Dezvoltării Unite), PAN (Partidul Mandatului Național), PKS (Partidul Justiției Prosperității) și PBB (Partidul Semilunii și Stelei) l-au susținut oficial pe Prabowo pentru alegerile din iulie; coaliția totaliza 48,9% din voturile naționale și 52,1% din locurile parlamentare. Cu o zi înainte, Prabowo îl desemnase pe fostul ministru coordonator pentru economie, Hatta Rajasa, ca partener de candidatură pentru funcția de vicepreședinte.
La 22 iulie 2014, ziua în care Comisia Electorală (KPU) urma să anunțe rezultatele oficiale, Prabowo Subianto s-a retras din cursă, deși susținuse până atunci că a câștigat, în ciuda faptului că majoritatea quick count-urilor îl dădeau pe Jokowi în frunte. Prabowo a justificat retragerea acuzând faptul că Indonezia „a eșuat în datoria sa democratică” din cauza „unor fraude masive, structurale și sistematice”, și a declarat că el și Hatta „își exercită dreptul constituțional de a respinge alegerile prezidențiale și de a le declara neconstituționale.” Discursul său, transmis în direct, sugera că va contesta rezultatele în fața Curții Constituționale. Ulterior, a apărut confuzie cu privire la faptul dacă Prabowo s-a retras efectiv din alegeri sau doar a respins validitatea rezultatului.
Potrivit analistului Douglas Ramage de la Bower’s Asia Group din Jakarta, aceasta a fost prima dată de la începutul Reformasi în 1998 când legitimitatea unei alegeri a fost pusă sub semnul întrebării; el a declarat că țara intră într-un „teritoriu necunoscut”. Legalitatea contestației ridicate de Prabowo era discutabilă, întrucât – dacă într-adevăr s-a retras – nu mai putea fi considerat candidat prezidențial. Conform The Jakarta Post, chiar dacă i s-ar fi permis contestația, diferența de voturi era prea mare pentru ca demersul să aibă șanse reale de succes. Legea privind alegerile prezidențiale prevede o pedeapsă de până la șase ani de închisoare și o amendă de 100 miliarde rupiah (circa 10 milioane USD) pentru retragerea din cursă. În seara aceleiași zile, Joko Widodo a fost declarat oficial președinte și a început să primească felicitări din partea liderilor internaționali.
În urma anunțului, valoarea rupiei indoneziene a scăzut cu 0,3%, iar indicele bursier JSX Composite a pierdut 0,9%. Observatorii au respins acuzațiile de fraudă ale lui Prabowo, afirmând că alegerile au fost „în general libere și corecte”; profesorul Maswadi Rauf de la Universitatea Indoneziei a declarat că nu a existat „nicio dovadă de fraudă semnificativă” și că retragerea lui Prabowo reflectă doar „atitudinea reală a elitei, care nu este încă pregătită să accepte înfrângerea.” La 21 august 2014, Curtea Constituțională a Indoneziei a respins oficial plângerea sa, confirmând pierderea alegerilor.

### Alegerile generale din 2019
La 12 aprilie 2018, Prabowo Subianto a anunțat că va candida la alegerile prezidențiale din 2019, dacă va reuși să obțină suficient sprijin din partea altor partide politice. Mass-media indoneziană a speculat dacă Prabowo Subianto va deveni candidat la președinție sau un „om din umbră” care își va oferi sprijinul unui alt candidat. În martie 2018, fratele său, Hashim, a declarat că problemele de sănătate și aspectele logistice trebuie luate în considerare înainte ca partidul să anunțe un candidat prezidențial.
În aprilie 2018, John McBeth a relatat că ministrul coordonator pentru afaceri maritime, Luhut Binsar Pandjaitan⁠(d), a avut o serie de întâlniri cu Prabowo Subianto, care au culminat cu propunerea unei candidaturi comune Jokowi–Prabowo pentru alegerile din 2019. Potrivit relatării, Luhut și-a pierdut entuziasmul după ce Prabowo ar fi afirmat că dorește să aibă controlul asupra armatei și șapte portofolii în viitorul cabinet. Fadli Zon a negat că Luhut și Prabowo ar fi discutat despre politică, susținând că au vorbit doar despre decizia Europei de a limita importurile de ulei de palmier din Indonezia. Andre Rosiade, oficial al partidului Gerindra, a respins și el relatarea, calificând-o drept o farsă.

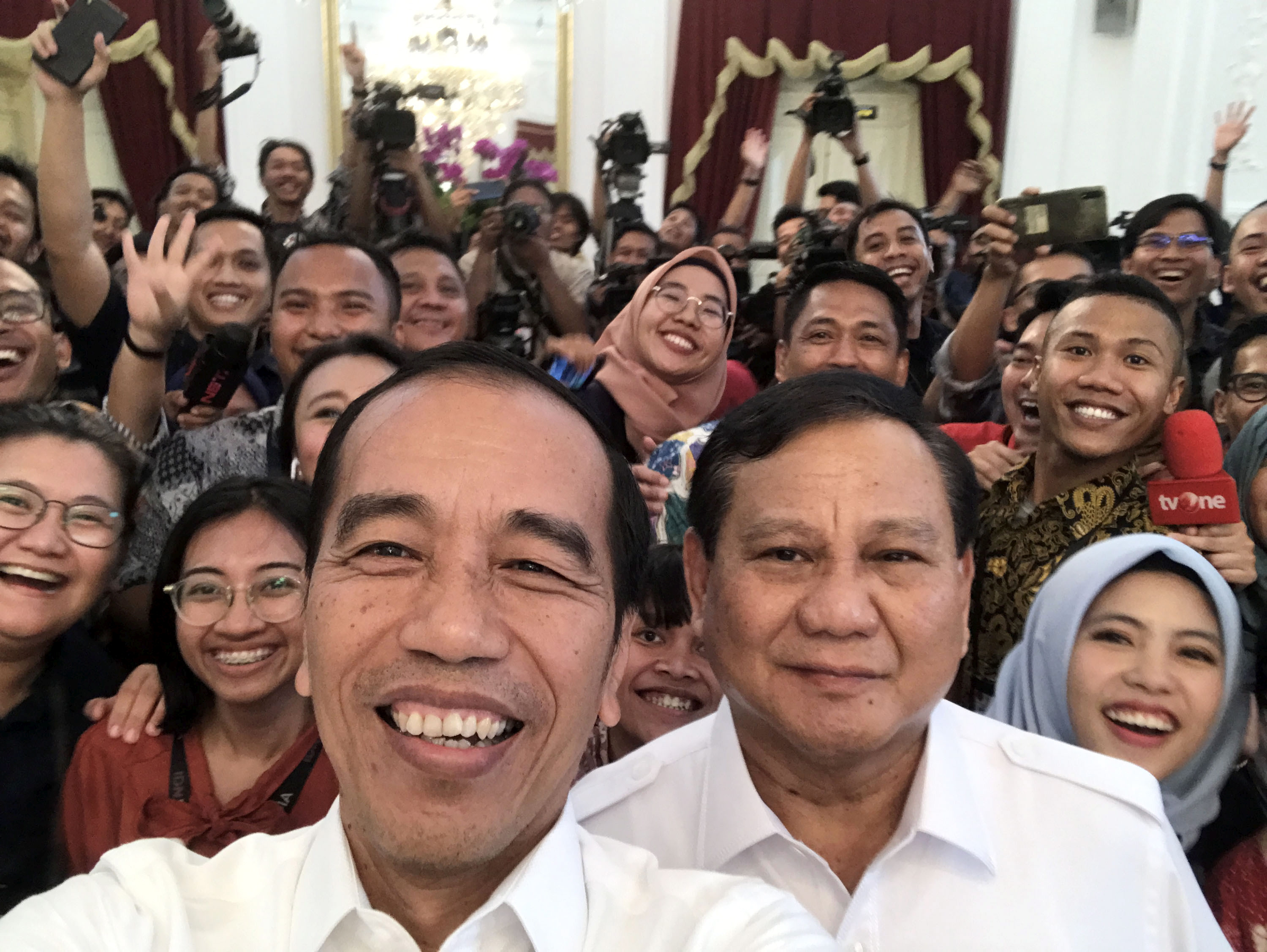
Prabowo Subianto și fostul președinte al Indoneziei, Joko Widodo, la 11 octombrie 2019.

La 10 august 2018, Prabowo Subianto s-a înregistrat la biroul KPU pentru alegerile prezidențiale din 2019, alături de partenerul său de candidatură, Sandiaga Uno, beneficiind de sprijinul partidelor Gerindra, PKS, PAN, Partidul Democrat și Partidul Berkarya. Partidul Democrat ar fi dorit ca Prabowo să-l aleagă drept candidat la vicepreședinție pe Agus Harimurti Yudhoyono. În urma alegerilor, „numărătorile rapide” realizate la secțiile de votare de instituții independente autorizate de guvern au indicat o victorie a lui Jokowi cu o marjă de aproximativ 10%, însă Prabowo Subianto și-a proclamat victoria, susținând că propria sa numărătoare arată că a obținut 62% din voturi. Afirmarea fără dovezi a unor fraude electorale pe scară largă i-a determinat pe susținătorii săi să organizeze proteste la Jakarta, soldate cu revolte în urma cărora au murit opt persoane și alte 737 au fost rănite. Curtea Constituțională a respins în unanimitate, în iunie 2019, contestația lui Prabowo privind rezultatul alegerilor.
La 14 iulie 2019, Prabowo i-a recunoscut în cele din urmă victoria lui Jokowi, în timpul unei călătorii cu metroul MRT din Jakarta, felicitându-l și cerându-și scuze pentru criticile aduse în timpul campaniei, gest care a atras critici din partea susținătorilor săi dezamăgiți, care considerau că ar fi trebuit să rămână în opoziție. Partidul său, Gerindra, s-a alăturat în cele din urmă coaliției guvernamentale „Indonesia Maju” (Indonezia în Avans) conduse de Jokowi, la 21 octombrie 2019, iar Prabowo a fost numit ministru al apărării la 23 octombrie 2019, intrând astfel în guvernul lui Jokowi.

### Alegerile generale din 2024
La 7 ianuarie 2023, Prabowo Subianto și-a lansat a treia candidatură la funcția de președinte, pentru alegerile prezidențiale din 2024. El a candidat pentru funcția de președinte, avându-l ca partener pentru funcția de vicepreședinte pe Gibran Rakabuming Raka, fiul cel mare al fostului președinte Joko Widodo. Cei doi s-au înregistrat la biroul KPU pe 25 octombrie 2023, având sprijinul partidelor Gerindra, Golkar, PAN, PBB, Partidul Democrat, Partidul Gelora, Partidul Solidarității Indoneziene (PSI) și Partidul Garuda. Candidaturile lui Prabowo și Gibran au fost contestate la Curtea Constituțională din cauza criteriilor de vârstă. În cazul lui Prabowo, a fost intentat un proces din cauza vârstei înaintate (avea 71 de ani în momentul anunțării candidaturii) și a faptului că aceasta era a treia sa candidatură. Curtea Supremă a respins procesul.
În noiembrie 2023, Prabowo Subianto a pledat pentru o „reechilibrare”, afirmând că, după decenii în care Indonezia s-a orientat către Occident, ar trebui acum să învețe de la Est, menționând China, India, Japonia și Coreea de Sud. De asemenea, Prabowo a luat în considerare ideea ca Indonezia să adere la BRICS, dacă aceasta ar aduce beneficii economiei naționale, subliniind caracterul economic și nu geopolitic al blocului.
La 14 februarie 2024, potrivit unui raport neoficial, Prabowo a reușit să conducă în toate cele trei linii de vot, obținând 58% din voturi. El a câștigat la nivelul tuturor sondajelor de tip „quick count” și a făcut apel la unitate, promițând că va fi un președinte pentru toți indonezienii și că va forma un guvern condus de „cei mai buni fii și fiice ai Indoneziei”. Cu toate acestea, el și-a îndemnat susținătorii să aștepte calm, dar cu vigilență, rezultatele oficiale ale KPU.
La 20 martie 2024, Comisia Electorală Generală (KPU) a anunțat victoria lui Prabowo, care a obținut peste 96 de milioane de voturi. Prabowo și candidatul său la vicepreședinție, Gibran Rakabuming, au fost învestiți în funcții la 20 octombrie 2024.
La 22 aprilie 2024, Curtea Constituțională a respins toate contestațiile privind rezultatul alegerilor prezidențiale, permițând astfel KPU să declare oficial tandemul Prabowo–Gibran drept câștigător.

## Ministru al Apărării (2019–2024)

### Numire în funcție
La 23 octombrie 2019, Prabowo Subianto a fost învestit în funcția de ministru al Apărării al Indoneziei de către președintele Joko Widodo. El a fost secondat de Sakti Wahyu Trenggono, numit ministru adjunct al Apărării. Potrivit declarațiilor lui Jokowi, Prabowo a primit această funcție deoarece „are, într-adevăr, multă experiență în acest domeniu”. Președintele a explicat că decizia de a-l numi pe Prabowo a avut la bază dorința de a construi „o democrație bazată pe cooperare reciprocă” și a afirmat că acest pas a fost făcut în interesul național. La rândul său, Prabowo a declarat că și-a exprimat dorința de a servi țara și că a acceptat această numire pentru a păstra unitatea națională.

### Forțele armate
La scurt timp după învestirea sa, Prabowo Subianto a început să promoveze doctrina „războiului total al poporului” ca model pentru apărarea națională a Indoneziei. În acest sens, la 7 octombrie 2021 a înființat Componenta de Rezervă și l-a desemnat pe prezentatorul de televiziune Deddy Corbuzier ca ambasador al acesteia, pentru a încuraja recrutarea voluntarilor.
Având în vedere că o parte din echipamentele Forțelor Naționale Armate (TNI) erau învechite, Prabowo a făcut eforturi pentru modernizarea continuă a capacităților militare. El a susținut că o planificare pe termen lung, care să presupună un buget pentru apărare fixat la 0,8% din PIB-ul Indoneziei, ar permite achiziționarea celor mai avansate arme și dezvoltarea unei industrii de apărare interne. Planul, devenit public nu mult după scufundarea submarinului KRI Nanggala, a stârnit dezbateri aprinse, deoarece bugetul propus ajungea la 1.700 de trilioane rupii, adică aproximativ 68 de trilioane de rupii anual.
Profitând de această certitudine bugetară, Prabowo a început achiziția de armament modern pe care TNI nu îl mai deținuse anterior. El și-a propus să extindă masiv capacitatea internă de producție de muniție, întrucât producția națională era de doar 450 de milioane de cartușe anual, în condițiile unei cereri de un miliard. Pentru Forțele Aeriene Indoneziene, Prabowo a căutat să întărească aviația militară prin achiziția de noi avioane de luptă precum F-16 Fighting Falcon și Dassault Rafale din Statele Unite și Franța, precum și prin achiziția unor aeronave de transport, cum ar fi Airbus A400M Atlas și Lockheed Martin C-130J Super Hercules. Pentru Marina Indoneziană, a semnat contracte pentru noi nave de luptă de suprafață, precum Arrowhead 140 și FREMM, explorând în același timp posibilitatea producerii locale de submarine din clasa Scorpène prin intermediul companiei PAL Indonesia. În 2020, a comandat și 500 de vehicule ușoare de tip Pindad Maung.
Prabowo a condus și renegocierile privind contribuția financiară a Indoneziei la programul de avioane de luptă KAI KF-21 Boramae, contribuție care fusese blocată de predecesorul său, Ryamizard Ryacudu. Ulterior, a participat, alături de președintele sud-coreean Moon Jae-in, la lansarea prototipului aeronavei, în numele Indoneziei.
La 20 aprilie 2022, împreună cu ministrul Întreprinderilor de Stat, Erick Thohir, Prabowo a consolidat industria națională de apărare prin unificarea companiilor PT Len, Pindad, PAL Indonesia, Indonesian Aerospace și PT Dahana într-un singur holding, denumit Defend ID.

### Programul „Food Estate”
În anul 2020, Prabowo Subianto a fost desemnat de președintele Joko Widodo să coordoneze programul național „food estate” (domenii agricole destinate producției alimentare). Motivația președintelui Jokowi pentru această numire a fost faptul că, în calitate de ministru al apărării, Prabowo are și un rol strategic în realizarea unor proiecte naționale importante, precum infrastructura de stocare a alimentelor.
Dezvoltarea acestor „grânare naționale” a început în Kalimantanul Central⁠(d) la mijlocul anului 2020, utilizând terenuri agricole existente pe o suprafață de aproximativ 30.000 de hectare — 10.000 de hectare în Regiunea Pulang Pisau și 20.000 de hectare în Regiunea Kapuas. În 2021, proiectul a fost extins până la o suprafață de 44.135 de hectare.
Deși Prabowo a fost numit coordonator al proiectului, el a subliniat că Ministerul Apărării va avea un rol de sprijin, în timp ce Ministerul Agriculturii va conduce implementarea efectivă a proiectului. Această colaborare intersectorială reflectă o sinergie între sectoarele agricol și de apărare în efortul de a atinge obiectivele de sustenabilitate și securitate alimentară națională.

### Politica externă
În primele sale 100 de zile în funcția de ministru al apărării, Prabowo Subianto a efectuat vizite oficiale în opt țări, unde s-a întâlnit cu miniștrii apărării din Malaezia, Thailanda, Turcia, China, Japonia, Filipine și Franța, cu scopul de a consolida relațiile militare bilaterale.
De asemenea, Prabowo a întreprins demersuri pentru a sprijini companiile de apărare de stat în eforturile lor de a exporta produse pe piețele internaționale. A reușit să sprijine compania Indonesian Aerospace în exportul aeronavelor CN-235 către Senegal și al aeronavelor NC-212i către Thailanda, precum și compania PAL Indonesia în exportul de nave de tip landing platform dock către Marina Filipineză.
În august 2024, Subianto și prim-ministrul australian Anthony Albanese au anunțat un nou acord de cooperare în domeniul apărării pentru a întări legăturile de securitate dintre Australia și Indonezia.

#### Marea Chinei de Sud
În urma unui incident de la sfârșitul anului 2019, când vase chinezești au încălcat Zona Economică Exclusivă (ZEE) a Indoneziei în zona Insulelor Natuna, Prabowo Subianto a cerut o reacție prudentă, referindu-se la China ca la o „națiune prietenoasă”. De asemenea, el a ordonat desfășurarea de nave suplimentare ale marinei în regiune ca răspuns la incident. În ciuda controversei legate de lipsa sa de acțiune în Insula Natuna, un sondaj realizat de Indo Barometer la începutul lunii ianuarie arată că Prabowo Subianto este cel mai popular ministru din cabinetul lui Jokowi.
Întrebat despre situația din Marea Chinei de Sud în cadrul unei sesiuni la IISS Shangri-La Dialogue, pe 14 iunie 2022, Prabowo a răspuns că Indonezia respectă interesele tuturor țărilor implicate în regiune. El a citat apoi pe Nelson Mandela, spunând că „dușmanii voștri nu trebuie să fie și dușmanii noștri”. Ca reacție la formarea alianței AUKUS și la planurile Australiei de a achiziționa submarine nucleare, Prabowo consideră că această alianță este bazată pe apărare și că se situează sub drepturile suverane ale Australiei, Marii Britanii și Statelor Unite.
Departamentul Apărării al SUA a declarat că atât secretarul Lloyd Austin, cât și ministrul Prabowo au considerat că agresiunea Chinei în Marea Chinei de Sud este contrară dreptului internațional. Această declarație a fost contestată de purtătorul de cuvânt al Ministerului de Externe, Wang Wenbin, care a numit-o minciună, susținând că Prabowo nu a spus așa ceva, după ce ambasada Chinei a contactat biroul de presă al Ministerului Apărării. Prabowo însuși a respins ulterior declarația americană, afirmând că nu a existat niciun comunicat comun sau conferință de presă pe această temă și că Indonezia este în relații bune cu China, Statele Unite și Rusia și respectă interesele acestora, insistând asupra poziției nealiniate a Indoneziei.
În timpul celei de-a treia dezbateri prezidențiale din cadrul alegerilor din 2024, Prabowo a susținut că situația din regiune subliniază necesitatea unei armate puternice. El afirmă că armata are nevoie de mai multe platforme de patrulare și sateliți pentru a apăra națiunea de amenințările externe.

#### Statele Unite
În octombrie 2020, Prabowo Subianto a vizitat Statele Unite, în ciuda interdicției sale anterioare de a intra în țară, în calitate de ministru al Apărării, după ce a fost invitat de omologul său american Mark Esper⁠(d) și i-a fost emisă o viză. Mai multe organizații pentru drepturile omului, inclusiv Amnesty International, ceruseră anterior administrației Trump să anuleze vizita. Datorită frecventelor sale demersuri de vizite externe, inclusiv în Statele Unite, Prabowo a reușit să convingă Congresul american să aprobe vânzarea avansatelor avioane de vânătoare supersonice F-15EX Eagle II către Indonezia.

#### Războiul ruso-ucrainean
La 3 iunie 2023, Prabowo Subianto a propus un plan de pace în mai multe puncte pentru a pune capăt invaziei rusești în curs de desfășurare în Ucraina, în cadrul dialogului IISS Shangri-La din Singapore. Propunerea sa include următoarele:
- Oprirea imediată a ostilităților prin încetarea focului
- Stabilirea unor zone demilitarizate prin retragerea cu 15 kilometri de la pozițiile avansate
- Organizarea de referendumuri ONU pe teritoriile disputate

Propunerea lui Prabowo a fost respinsă categoric de ministrul ucrainean al Apărării, Oleksii Reznikov⁠(d), care a declarat că este „un plan rusesc, nu un plan indonezian”. Planul a fost criticat și de șeful politicii externe a UE, Josep Borrell, care a spus că trebuie să existe o „pace dreaptă”, nu o „pace a capitulării”. De asemenea, a fost criticat și de PDI-P, partidul lui Prabowo, prin secretarul general Hasto Kristiyanto, care a afirmat că Indonezia nu are nevoie de un lider care să ofere sfaturi ce deviază de la principiul diplomației „libere și active”. Cu toate acestea, planul său a fost bine primit de China, fostul ambasador chinez în SUA, Cui Tiankai, exprimând apreciere pentru eforturile lui Prabowo, în timp ce critica Vestul pentru gestionarea greșită a propriei situații de securitate. Prabowo a fost chemat ulterior de președintele Jokowi pentru clarificări privind planul de pace, deoarece Indonezia condamnase oficial invazia Rusiei. Jokowi a clarificat apoi că planul de pace al lui Prabowo este „în regulă” deoarece a fost doar o sugestie într-un dialog deschis și nu reflectă oficial poziția Indoneziei.
La 2 iunie 2024, președintele ucrainean Volodîmîr Zelenski l-a întâlnit pe Prabowo în marja dialogului IISS Shangri-La din Singapore și l-a invitat să participe la summit-ul pentru pace din iunie 2024 de la Geneva, exprimându-și speranța că va participa. Ca răspuns la această invitație, Prabowo a spus că nu poate confirma prezența sa la summit-ul din iunie și că trebuie să discute cu președintele Jokowi, ministrul de Externe Retno Marsudi⁠(d) și ministrul coordonator pentru Afaceri Politice, Legale și de Securitate Hadi Tjahjanto privind poziția oficială a Indoneziei în privința participării la summit. Prabowo i-a spus lui Zelenskiy că „multe țări consideră că într-un summit pentru pace trebuie să fie prezenți toți actorii, în special Rusia”. Prabowo i-a oferit lui Zelenskiy soluția Indoneziei, pe care acesta părea să nu o accepte, dar Prabowo este dornic să continue căutarea unei soluții. De asemenea, Prabowo i-a oferit lui Zelenskiy sprijinul Indoneziei prin orice mijloace pentru a găsi soluții de pace între Rusia și Ucraina.

#### Conflictul Gaza-Israel
În timpul conflictului dintre Israel și Gaza din 2023, Prabowo Subianto și-a exprimat dezamăgirea față de țările occidentale care au părut tăcute în fața suferinței civililor și a copiilor deveniți victime ale războiului, acuzând Occidentul de standarde duble în ceea ce privește drepturile omului. A donat din averea sa personală suma de 5 miliarde de rupii indoneziene (IDR) pentru poporul palestinian și s-a alăturat președintelui Jokowi, secretarului de stat Pratikno, ministrului de Externe Retno Marsudi⁠(d) și ambasadorului Palestinei în Indonezia, Zuhair Al Shun, la trimiterea unui transport de 51,5 tone de ajutor umanitar livrat de Forțele Aeriene indoneziene. De asemenea, a comunicat cu ministrul apărării din Egipt, Mohamed Ahmad Zaki, pentru a permite navei-spital KRI dr. Radjiman Wedyodiningrat din cadrul marinei indoneziene să acosteze lângă Arish⁠(d), în Sinai, pentru a livra ajutor suplimentar pentru Palestina.
În cadrul dialogului IISS Shangri-La din Singapore, la 2 iunie 2024, Prabowo a declarat disponibilitatea Indoneziei de a trimite trupe în Gaza în cadrul unei misiuni de menținere a păcii sub egida ONU, dacă va fi necesar, și a anunțat că Indonezia este gata să evacueze și să trateze până la 1.000 de palestinieni răniți în spitalele indoneziene, de îndată ce situația de la sol o va permite. Declarația sa a fost susținută de comandantul Forțelor Armate Naționale Indoneziene, Agus Subiyanto, care a afirmat că armata indoneziană poate desfășura 1.394 de membri în misiuni de menținere a păcii în Gaza și a contactat Singapore și Australia, care și-au exprimat interesul de a se alătura Indoneziei într-o operațiune comună. Președintele Jokowi și-a exprimat sprijinul față de planul lui Prabowo de a oferi ajutor medical și l-a însărcinat să caute cooperare cu Emiratele Arabe Unite pentru operarea unui spital în Gaza, iar ulterior Prabowo a zburat în Iordania pentru a participa, în numele lui Jokowi, la un summit dedicat situației din Gaza. Inițiativa lui Prabowo a fost susținută și de prim-ministrul Malaeziei, Anwar Ibrahim⁠(d), care a propus o misiune comună între Indonezia și Malaezia.

### Educație
Una dintre primele măsuri ale lui Prabowo în calitate de ministru al Apărării a fost extinderea domeniilor de studiu la Universitatea de Apărare a Indoneziei. Conform directivei lui Prabowo, universitatea a deschis programe de licență în Medicină Militară, Știință și Matematică, și Științe Militare. De asemenea, a eliminat taxele de școlarizare pentru cadeții merituoși și a asigurat bunăstarea studenților prin distribuirea de laptopuri oferite de universitate. La 25 martie 2022, Jokowi și Prabowo au inaugurat o extensie a universității prin deschiderea Politehnicii Ben Mboi în Belu, Nusa Tenggara de Est⁠(d), în afara campusului principal din Sentul, Java de Vest.
Pe 8 noiembrie 2023, Prabowo a primit personal 22 de studenți palestinieni care urmează să studieze la universitate timp de 5 ani în domeniile medicină, farmacie și inginerie. Le-a oferit burse integrale și a promis că va înscrie și alți studenți palestinieni în cadrul universității. Potrivit lui Prabowo, integrarea acestor studenți face parte din angajamentul Indoneziei de a sprijini Palestina în eforturile sale de a deveni un stat suveran recunoscut.

## Președinția (2024–prezent)

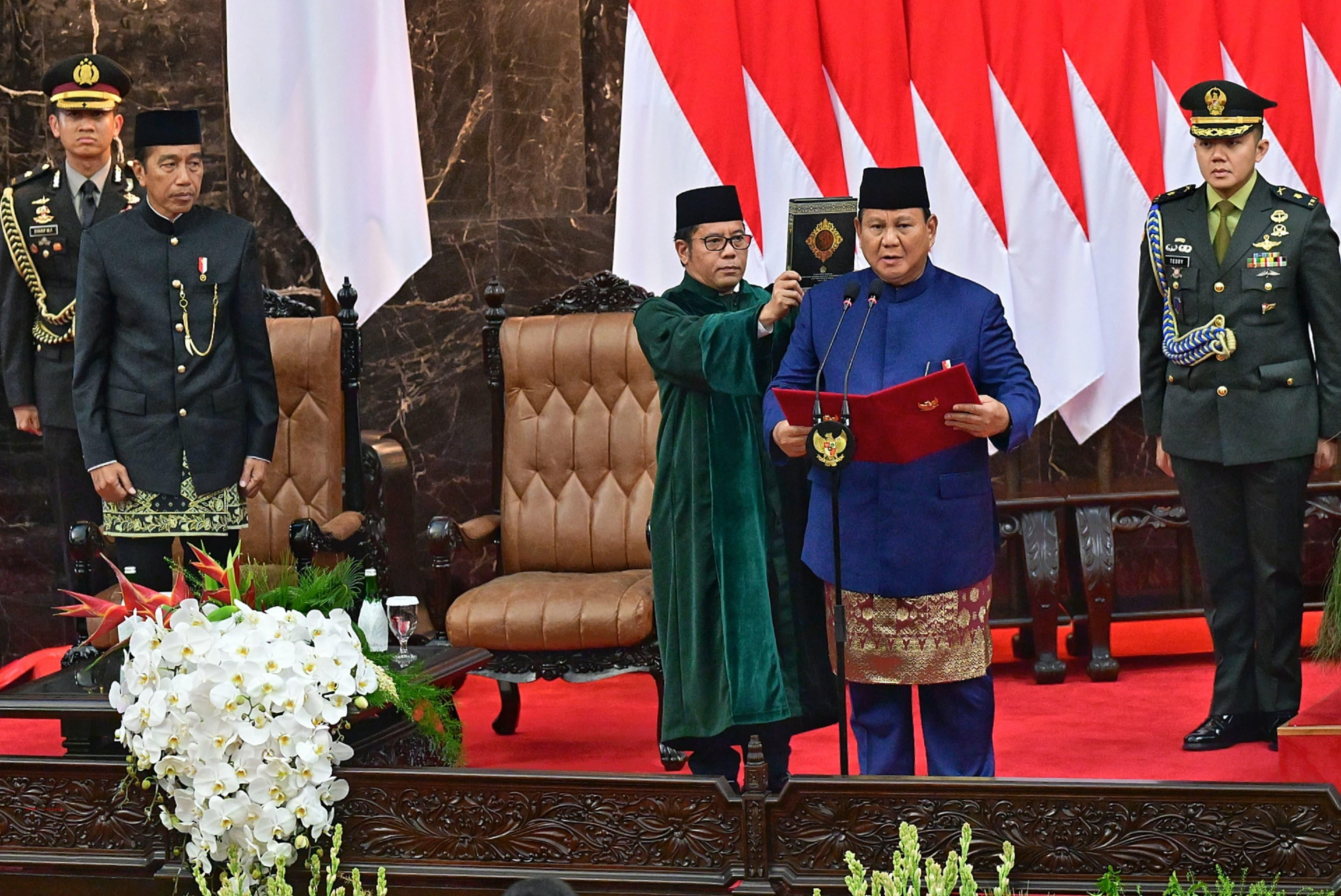
Președintele Prabowo Subianto depunând jurământul prezidențial în 2024.

Prabowo Subianto a preluat funcția de președinte al Indoneziei la 20 octombrie 2024, după ce el și partenerul său de candidatură, Gibran Rakabuming Raka, au câștigat alegerile prezidențiale din 2024 cu 58,59% din voturi, în fața celorlalte două perechi de candidați: Anies–Muhaimin și Ganjar–Mahfud. La 73 de ani și 3 zile, Prabowo a devenit cel mai în vârstă președinte al Indoneziei în momentul învestirii, în timp ce Gibran, la 37 de ani și 19 zile, este cel mai tânăr vicepreședinte din istoria țării. În discursul său inaugural, Prabowo a promis să abordeze problemele interne persistente, precum corupția generalizată, care frânează dezvoltarea națională. De asemenea, și-a reafirmat angajamentul de a întări autosuficiența Indoneziei prin reforme economice și consolidarea industriilor naționale.

### Cabinetul
La 21 octombrie, Prabowo a anunțat cel mai numeros cabinet ministerial din Indonezia de la cabinetul președintelui Sukarno din 1966, format din 103 membri, inclusiv 48 de miniștri și 55 de miniștri adjuncți. Printre membrii păstrați din precedentul cabinet al Indoneziei se numără Airlangga Hartarto⁠(d), Sri Mulyani și Bahlil Lahadalia, care și-au păstrat funcțiile ministeriale.
La 25 octombrie, Prabowo a organizat o retragere în stil militar pentru cabinetul său la Academia Militară Indoneziană din Magelang, reflectând influența sa militară și intenția de a insufla disciplină și solidaritate în rândul miniștrilor săi.

### Economie
Prabowo Subianto și-a exprimat în repetate rânduri dorința de a urma viziunea economică a tatălui său, Sumitro Djojohadikusumo, cunoscut pentru orientarea sa socialistă. Această intenție a fost confirmată și de fratele său mai mic, Hashim Djojohadikusumo, care a declarat că mandatul lui Prabowo ca președinte va fi „momentul potrivit” pentru aplicarea în practică a teoriilor formulate de tatăl lor, politicile propuse reprezentând visurile acestuia devenite realitate. Printre politicile inspirate de Sumitro se numără și o relansare a Programului Benteng, aplicat inițial în timpul guvernului lui Mohammad Natsir, care urmărea sprijinirea antreprenorilor indigeni. Politicile economice ale lui Prabowo sunt influențate și de modelul socrului său, fostul președinte Suharto. Ministrul coordonator pentru afaceri economice, Airlangga Hartarto⁠(d), a remarcat că politicile economice ale lui Suharto privind investițiile, cheltuielile și exporturile ar putea fi reluate, însă Prabowo va pune un accent mai mare pe economia digitală, dezvoltarea industriei locale și semiconductori.

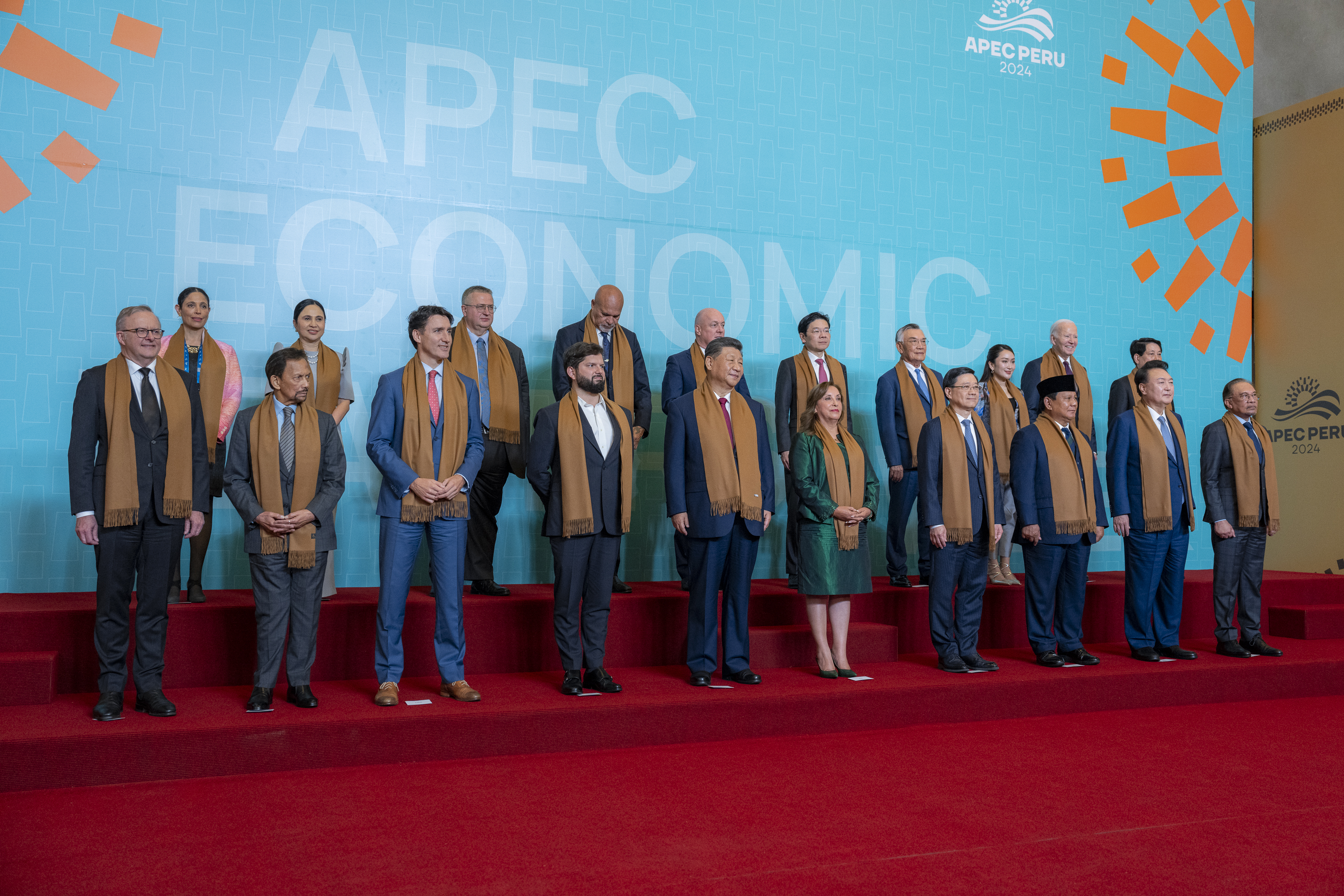
Subianto, Joe Biden, Anthony Albanese, Justin Trudeau și alți lideri la Summitul APEC de la Lima, 16 noiembrie 2024.

La 5 noiembrie 2024, Prabowo a promulgat o lege privind ștergerea datoriilor neperformante ale întreprinderilor mici și mijlocii (IMM-uri), în scopul creșterii rezilienței economiei naționale, prin iertări și restructurări condiționate în sectoare precum agricultura, plantațiile, creșterea animalelor, pescuitul și afacerile maritime. Această măsură a fost parte a programului de lucru de 130 de zile al Cabinetului Roșu și Alb. Guvernul a subliniat rolul esențial al IMM-urilor în economia indoneziană, acestea numărând peste 66 de milioane de unități și angajând aproximativ 97% din forța de muncă. Totuși, efectele pandemiei de COVID-19, calamitățile naturale și dificultățile economice au condus la incapacitate de plată pentru multe dintre aceste întreprinderi.
Politica sa privind taxa pe valoarea adăugată (TVA) a generat controverse după ce guvernul a anunțat intenția de a crește TVA-ul de la 11% la 12%. Propunerea a stârnit reacții negative din partea sindicatelor și a mediului de afaceri, în timp ce pe rețelele sociale, în special pe Twitter, au apărut campanii pentru neplata impozitelor ca formă de protest. Partidul Democrat Indonezian de Luptă (PDI-P) s-a alăturat criticilor față de creșterea TVA-ului, dar a fost acuzat de ipocrizie de către parlamentari pro-guvernamentali, deoarece același partid a susținut inițial majorarea graduală în timpul președinției lui Jokowi, adoptând legea în 2021. La 31 decembrie 2024, Prabowo și ministra finanțelor Sri Mulyani au anunțat că majorarea TVA se va aplica exclusiv bunurilor și serviciilor de lux (iahturi, avioane private, locuințe luxoase), fără a afecta celelalte bunuri și servicii.
În cadrul unei ședințe de guvern din 22 ianuarie 2025, Prabowo a declarat că este primul președinte care gestionează un buget „până la unitatea a noua” și a anunțat tăieri de cheltuieli neesențiale, inclusiv reducerea bugetelor pentru deplasări oficiale și interzicerea ceremoniilor considerate risipă de fonduri. Prin Instrucțiunea prezidențială nr. 1/2025, s-au economisit aproximativ 306,6 trilioane rupii (aproximativ 19 miliarde USD), fonduri care au fost realocate către programe sociale, precum cel de masă gratuită pentru elevi (în indoneziană Makan Bergizi Gratis – MBG).
La 24 februarie 2025, Prabowo a lansat oficial Daya Anagata Nusantara (Danantara), fondul suveran de investiții al Indoneziei. În discursul de lansare, el a subliniat angajamentul guvernului față de o guvernanță financiară disciplinată și responsabilă. Danantara reunește active ale întreprinderilor de stat, care pot fi folosite drept garanție pentru finanțare sau pot fi vândute. Se estimează că fondul va ajunge la o valoare administrată de până la 900 miliarde USD, cu o finanțare inițială vizată de 20 miliarde USD.
Pe 26 februarie 2025, Prabowo a lansat primul serviciu bancar de lingouri din istoria Indoneziei. Timp de decenii, aurul extras din Indonezia era exportat fără o capacitate adecvată de depozitare internă. Prin înființarea băncii de lingouri, Prabowo urmărește să creeze un sistem mai structurat pentru depozitarea, gestionarea și tranzacționarea aurului în țară.

### Apărare
În timpul alegerilor generale indoneziene din 2024, Prabowo Subianto a propus politici privind creșterea bugetului apărării, consolidarea industriei de apărare, întărirea Componentei de Rezervă, amplificarea prezenței TNI în zonele de frontieră, sinergia instituțională împotriva separatismului, precum și profesionalizarea și dezvoltarea tehnologică a apărării naționale. Multe dintre politicile promovate în perioada mandatului său ca ministru al apărării au fost continuate de succesorul său, Sjafrie Sjamsoeddin, în timpul președinției lui Prabowo.

#### Modernizarea forțelor armate
Prabowo a continuat programele de modernizare a forțelor armate indoneziene, inclusiv achiziții importante de echipamente militare. În timpul unei vizite oficiale în Turcia, el și-a exprimat interesul pentru participarea la proiectul de avion de vânătoare de generația a cincea TAI TF Kaan⁠(d). Ca urmare, cele două țări au convenit asupra creării unor întreprinderi mixte în domeniul apărării, vizând dezvoltarea unor capacități comune în domeniul avioanelor de luptă și al construcției de submarine.
Într-o întâlnire bilaterală cu președintele francez Emmanuel Macron, miniștrii apărării din cele două țări au semnat o scrisoare de intenție privind achiziția de echipamente militare, inclusiv obuziere autopropulsate CAESAR, submarine de clasă Scorpène, fregate ușoare și o comandă suplimentară de 12 avioane Dassault Rafale, care se adaugă celor 42 deja comandate în perioada în care Prabowo era ministru al apărării. Această comandă suplimentară a atras atenția, în contextul zvonurilor că Indonezia ar fi putut renunța la Rafale în favoarea avioanelor chinezești Chengdu J-10, mai ales după ce un Rafale indian a fost doborât de forțele aeriene pakistaneze în timpul Operațiunii Sindhoor. Ministrul francez al apărării, Sébastien Lecornu⁠(d), a salutat acordul ca o dovadă a încrederii Indoneziei în industria franceză de apărare.

#### Reforma legii forțelor armate
Un proiect controversat în timpul președinției lui Prabowo a fost revizuirea Legii nr. 34/2004 privind Forțele Armate Naționale Indoneziene. Propunerile de modificare, criticate pentru lipsa de transparență și consultare publică, au fost percepute ca o posibilă revenire la doctrina „dwifungsi” (rolul dublu al armatei, militar și politic), permițând militarilor activi să ocupe funcții civile în guvern. Dezbaterea proiectului într-un hotel de cinci stele (Fairmont Jakarta), și nu în sediul Parlamentului, a stârnit reacții negative din partea organizațiilor pentru drepturile omului.

#### Politică externă

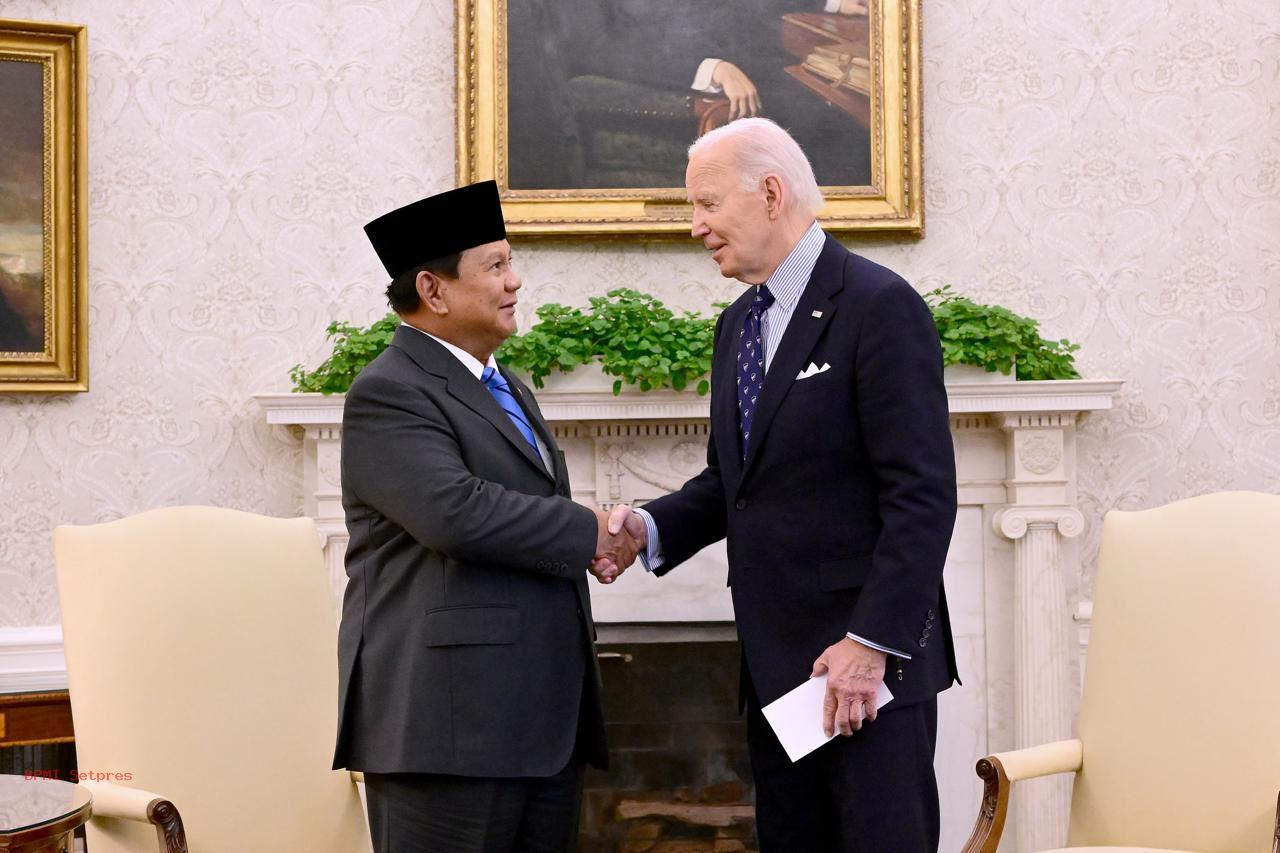
Prabowo împreună cu președintele SUA, Joe Biden, în Biroul Oval al Casei Albe, la 12 noiembrie 2024.

Prabowo a continuat doctrina „o mie de prieteni, zero dușmani” promovată de predecesorii săi, Susilo Bambang Yudhoyono și Joko Widodo, dar cu un rol ușor mai activ în diplomația internațională. Sub administrația sa, politica externă „liberă și activă” a Indoneziei a fost reinterpretată printr-o abordare pragmatică atât în plan politic, cât și economic, cu accent pe stabilitatea regională. Prabowo a invocat metafora lui Mohammad Hatta⁠(d), conform căreia Indonezia trebuie să „navigheze între două recife”, pentru a descrie poziționarea țării între marile puteri. Comparativ cu predecesorul său Joko Widodo, Prabowo este perceput drept un diplomat mai agresiv, ambițios și decis. Fostul președinte Yudhoyono l-a descris drept un „președinte al politicii externe”.
Prabowo a devenit primul președinte ales care a efectuat vizite externe înainte de învestire, vizitând 20 de țări, prima fiind ChinaYahya, Achmad Nasrudin (1 aprilie 2024). „Kala China Jadi Negara Pertama yang Dikunjungi Prabowo Usai Menang Pilpres... (Când China a devenit prima țară vizitată de Prabowo după ce a câștigat alegerile prezidențiale...)” (în indoneziană). Kompas Cyber Media. Accesat în 1 iulie 2025.. De altfel, prima sa vizită oficială în calitate de președinte a fost tot în China, pe 9 noiembrie 2024.

#### Marea Chinei de Sud

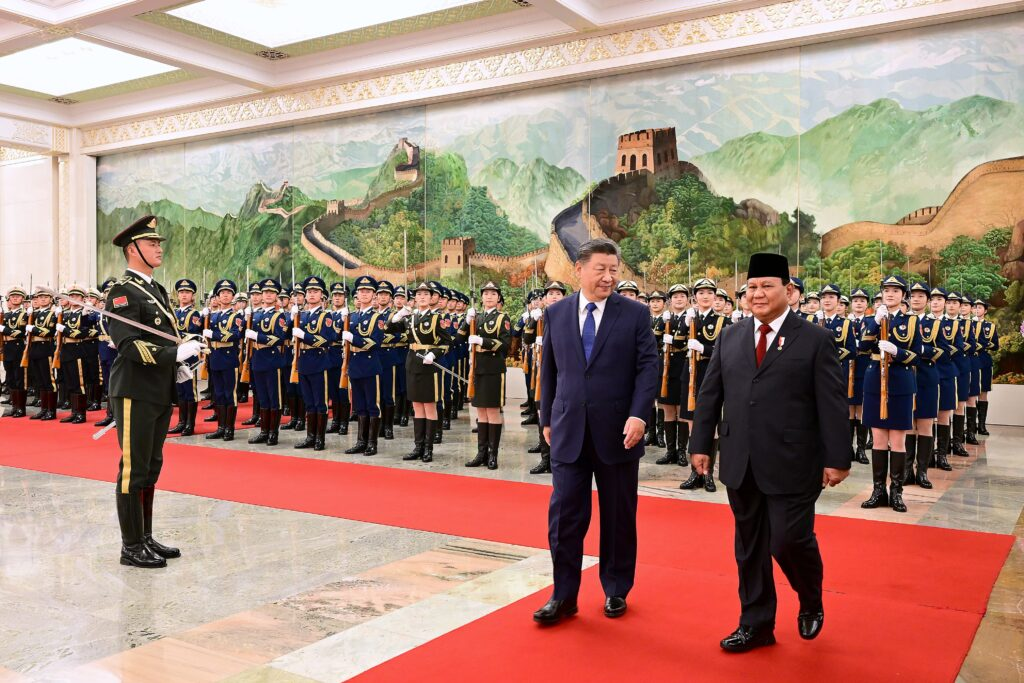
Prabowo și președintele chinez Xi Jinping la Beijing, 9 noiembrie 2024

În timpul vizitei prezidențiale din noiembrie 2024 la Beijing, Prabowo și președintele chinez Xi Jinping au asistat la semnarea unui memorandum de înțelegere privind „dezvoltarea maritimă comună” în zona revendicărilor maritime suprapuse din apropierea Insulelor Natuna. Ministerul indonezian de Externe a precizat ulterior că acordul nu afectează suveranitatea sau drepturile Indoneziei asupra regiunii respective și a reiterat poziția că revendicările Chinei nu au temei legal. Totuși, potrivit South China Morning Post, criticii memorandumului au avertizat că formulările documentului ar putea fi interpretate ca o susținere implicită a pretențiilor teritoriale chineze în Marea Chinei de Sud.

#### Orientul Mijlociu
Prabowo a continuat să susțină ferm independența Palestinei în politica externă a Indoneziei. În cadrul vizitei sale diplomatice în Statele Unite, a propus președintelui Joe Biden o soluție bazată pe existența a două state pentru a pune capăt conflictului din Gaza. Prabowo și-a reafirmat poziția în acest sens și în cadrul summitului Organizației D-8, desfășurat la Cairo, exprimându-și totodată dezamăgirea față de lipsa de unitate a lumii musulmane, făcând referire la situațiile din Libia, Yemen și Sudan. Declarațiile sale au fost susținute de premierul Malaeziei, Anwar Ibrahim⁠(d), care a calificat aceste cuvinte drept „un adevăr dureros”.
Discursul lui Prabowo la summitul D-8 a fost umbrit de un incident diplomatic: președintele turc Recep Tayyip Erdoğan și alți demnitari au părăsit sala în timpul intervenției sale, atingându-i scaunul în trecere. În Indonezia, gestul a fost interpretat drept o reacție la tonul considerat prea moralizator al discursului și o posibilă ofensă indirectă la adresa Turciei, stat membru NATO cu relații diplomatice cu Israelul, provocând o scurtă tensiune între cele două țări. Secretarul Cabinetului, Teddy Indra Wijaya, a precizat ulterior că Erdogan își ceruse scuze înaintea începerii sesiunii și solicitase o schimbare a ordinii vorbitorilor pentru a putea participa la o întâlnire bilaterală. Ambasada Turciei în Indonezia a confirmat că relațiile bilaterale rămân armonioase în ciuda incidentului.
Prabowo a reiterat apelul pentru o soluție cu două state și în fața președintelui francez Emmanuel Macron, care anterior își exprimase intenția de a recunoaște oficial Palestina. În același context, Prabowo a afirmat că este deschis normalizării relațiilor cu Israelul, cu condiția recunoașterii prealabile a independenței Palestinei. El a subliniat că independența Palestinei reprezintă singura soluție durabilă pentru pacea în Orientul Mijlociu, adăugând că Israelul are, de asemenea, un drept inalienabil de a exista ca stat suveran și că Indonezia va recunoaște Israelul doar după înființarea unui stat palestinian.
Declarațiile privind posibilitatea recunoașterii Israelului au stârnit controverse interne, însă Consiliul Ulema din Indonezia (MUI) a susținut poziția președintelui, precizând că aceasta nu reprezintă o susținere a Israelului. Totodată, MUI a afirmat că Israelul trebuie tras la răspundere pentru presupusele crime de război comise în Gaza, chiar și în condițiile unei posibile normalizări. Partidele Partidul Justiției Prosperității și Partidul Dezvoltării Unite au sprijinit declarația lui Prabowo, solicitându-i însă să acorde prioritate independenței Palestinei, în timp ce politicianul PDI-P Djarot Saiful Hidayat a avertizat că recunoașterea pripită a Israelului ar putea contraveni Constituției Indoneziei.

#### India

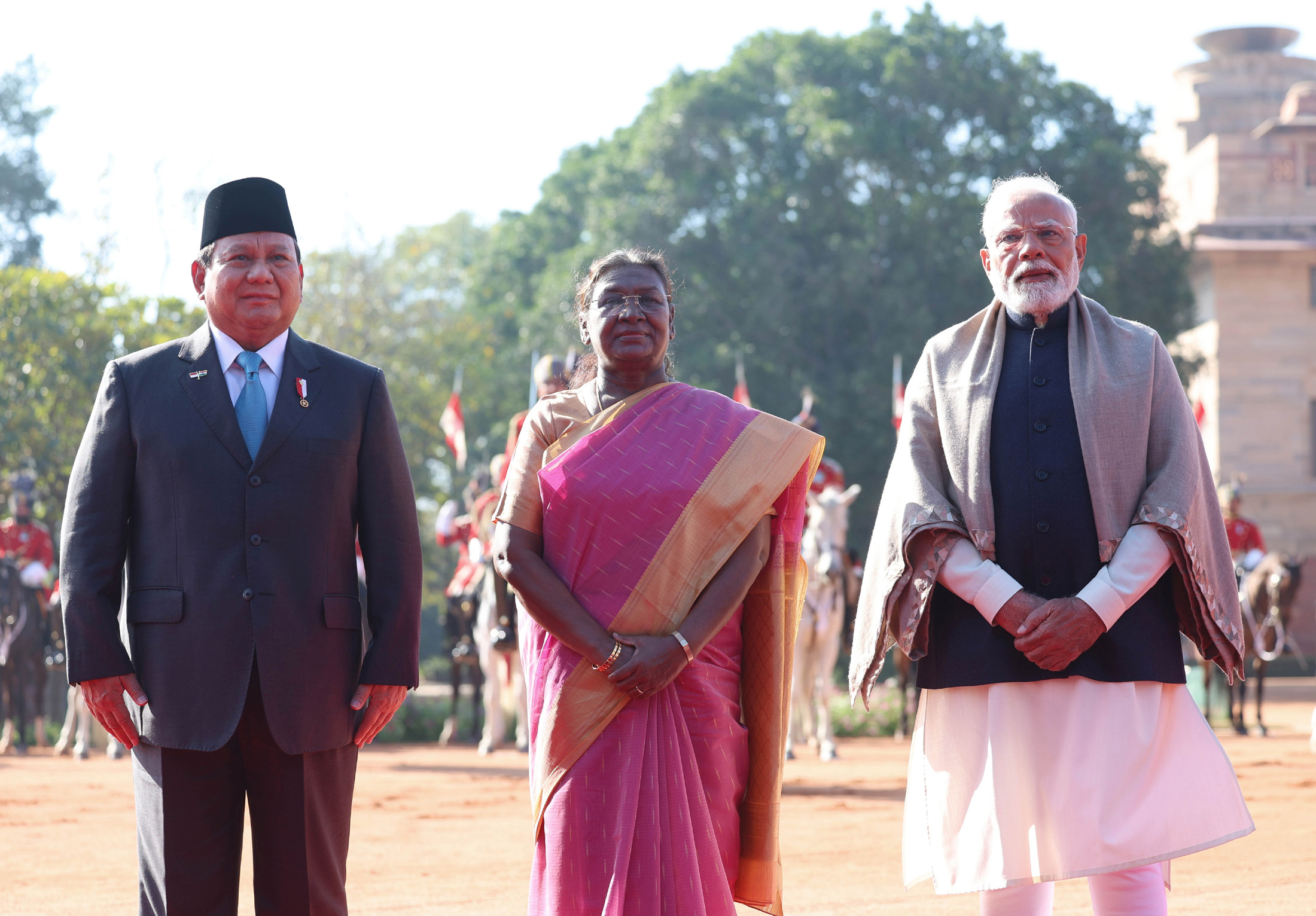
Prabowo împreună cu prim-ministrul indian Narendra Modi și președinta Droupadi Murmu, în calitate de invitat de onoare la celebrarea Zilei Republicii din 2025.

Președintele Prabowo a fost invitat de guvernul premierului indian Narendra Modi în calitate de oaspete de onoare al paradei Zilei Republicii din 2025. Vizita a avut drept scop consolidarea parteneriatului strategic dintre cele două state. Prabowo a fost întâmpinat de ministrul de stat pentru Afaceri Externe, Pabitra Margherita, și s-a întâlnit ulterior cu ministrul indian de externe, Subrahmanyam Jaishankar⁠(d). Ministerul indian al Afacerilor Externe a descris relația bilaterală drept „caldă și prietenoasă… care durează de milenii.” Prabowo a fost primit oficial cu onoruri de către președinta Indiei, Droupadi Murmu, și premierul Modi, afirmând că Indonezia consideră India un prieten apropiat și primul stat care a recunoscut independența indoneziană.
Un contingent militar indonezian format din 352 de membri a participat la parada Zilei Republicii din New Delhi. În cadrul vizitei, cele două părți au discutat și finalizat acorduri în domenii precum comerțul, sănătatea, tehnologiile digitale, energia și turismul, precum și un posibil acord pentru achiziția rachetei de croazieră supersonice BrahMos. Schimburile comerciale bilaterale s-au ridicat în 2023 la 29,4 miliarde USD.

#### Rusia

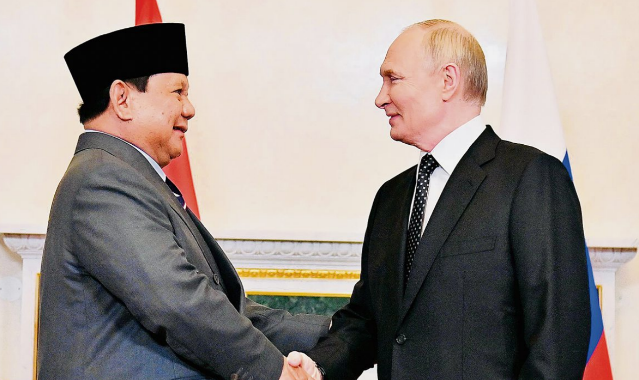
Prabowo și președintele rus Vladimir Putin la Sankt Petersburg, Rusia, 19 iunie 2025.

La 19 iunie 2025, Prabowo a participat în calitate de invitat de onoare la Forumul Economic Internațional de la Sankt Petersburg. Cu această ocazie, el s-a întâlnit cu președintele rus Vladimir Putin, semnând împreună un acord de parteneriat strategic între Indonezia și Rusia. Totodată, fondurile suverane Danantara (Indonezia) și Fondul Rus de Investiții Directe au semnat un acord privind crearea unui fond de investiții în valoare de 2 miliarde de euro (aproximativ 2,9 miliarde USD), menit să stimuleze cooperarea economică bilaterală.

### Politici sociale

#### Mese nutritive gratuite
În timpul alegerilor generale din 2024, una dintre principalele promisiuni electorale ale lui Prabowo a fost lansarea unui program național de mese gratuite pentru elevi. În campania electorală, această politică a fost promovată prin distribuirea de lapte și mese gratuite, ca demonstrație a fezabilității programului. După ce a fost declarat președinte ales, au fost lansate programe pilot pentru a testa implementarea inițiativei. Prabowo a declarat că a inițiat acest program deoarece aproape 25% dintre copiii indonezieni sar peste micul dejun, iar el a dorit să verifice dacă o astfel de inițiativă poate avea succes.
La 24 mai 2024, programul a fost redenumit „program de mese nutritive gratuite” și a fost extins ca parte a unei strategii naționale menite să reducă rata de malnutriție și sărăcie, să stimuleze economia și să contribuie la formarea unei generații „de aur” până în 2045. Programul a fost lansat oficial la 6 ianuarie 2025 în 26 de provincii, vizând preșcolarii, elevii din învățământul primar și secundar, precum și femeile însărcinate și cele care alăptează. Obiectivul este de a oferi beneficii pentru cel puțin 82,9 milioane de beneficiari din întreaga țară.

#### Sănătate
La 10 februarie 2025, guvernul Prabowo a lansat un program de consultații medicale gratuite, cu scopul de a îmbunătăți calitatea vieții populației prin promovarea prevenției. Programul este implementat prin intermediul aplicației SatuSehat, dezvoltată de Ministerul Sănătății. Inițiativa urmărește reducerea ratelor de mortalitate cauzate de boli care pot fi prevenite, precum afecțiunile cardiovasculare, accidentul vascular cerebral, diabetul și tuberculoza.

### Noua capitală
Construcția noii capitale Nusantara a continuat în timpul administrației Prabowo, însă proiectul nu mai este considerat o prioritate națională, din cauza realocării bugetului către alte programe, precum cel al meselor gratuite pentru elevi.

## Viață personală

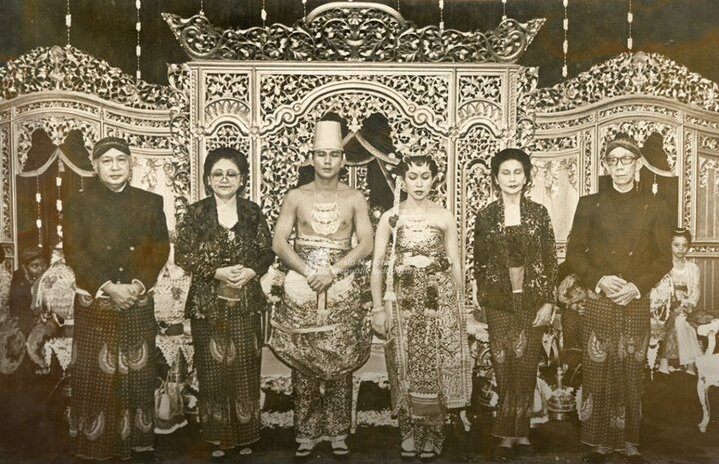
Prabowo (centru-stânga) la nunta sa cu Titiek Suharto, 1983.

Pe 8 mai 1983, Prabowo s-a căsătorit cu Siti Hediati Hariyadi (cunoscută sub numele de Titiek Suharto), fiica președintelui indonezian Suharto. Cuplul s-a despărțit la scurt timp după încheierea regimului Suharto în 1998. Cei doi au un fiu, Ragowo Hediprasetyo (cunoscut ca Didit), născut în martie 1984, care activează ca designer vestimentar de lux.
Prabowo este cunoscut ca iubitor de pisici și are o pisică numită Bobby Kertanegara, adoptată de pe stradă. Bobby este frecvent prezent la întâlnirile oficiale desfășurate în reședința lui Prabowo din Kertanegara. Într-o discuție informală cu viceprim-ministrul britanic Angela Rayner, Prabowo a dezvăluit că are în total opt pisici. De asemenea, deține 18 cai la moșia sa din Munții Jonggol, în satul Bojong Koneng, regiunea Bogor, unde primește deseori oaspeți, inclusiv președintele Joko Widodo și Gibran Rakabuming Raka, pentru plimbări călare. Prabowo a adus uneori cai la evenimente de campanie, inclusiv pe stadionul Gelora Bung Karno.
Este cunoscut pentru preferința sa de a purta haine kaki cu multe buzunare, pe care le consideră practice. Acest stil vestimentar a devenit o marcă personală încă din campania electorală din 2009, când a candidat împreună cu Megawati Sukarnoputri.
Pe lângă indoneziană, Prabowo vorbește dialectul Banyumasan al limbii javaneze, limba maternă a tatălui său, și este fluent în engleză, olandeză, franceză și germană. De asemenea, are cunoștințe limitate de arabă, dobândite în timpul unei șederi în Iordania.

### Religie
Într-un interviu din 2018, Prabowo a declarat că este musulman, dar că are o perspectivă naționalistă asupra religiei. A admis că nu cunoaște în profunzime învățăturile islamice și că nu poate citi fluent Coranul. De asemenea, a afirmat că nu provine dintr-o familie profund religioasă, dar că a crescut în contact cu persoane implicate în organizații islamice.
La 13 mai 2023, Prabowo și-a exprimat mândria de a aparține religiei islamice, pe care a descris-o ca fiind un pionier al progresului științific și tehnologic. La 19 noiembrie, a declarat că se simte apropiat de învățăturile Nahdlatul Ulama (NU), considerând că organizația promovează un islam moderat, tolerant și protector față de societate.

### Sănătate
La 30 iunie 2024, Prabowo a anunțat pe contul său de Instagram că urma să fie supus unei intervenții chirurgicale la piciorul stâng, din cauza unei accidentări anterioare. Prima accidentare s-a produs în timpul unui exercițiu de parașutism desfășurat în Germania de Vest, în perioada în care se antrena cu forțele speciale GSG 9. Ulterior, a suferit o altă accidentare în anii 1980, după o cădere de pe o stâncă într-o zonă de conflict. Deși nu a prezentat simptome severe timp de decenii, durerile au reapărut în timpul campaniei electorale din 2024, când a fost observat șchiopătând. Prabowo a fost operat cu succes la Spitalul Central de Apărare Națională la o săptămână după anunț.

## Distincții

### Distincții naționale
În calitate de președinte al Indoneziei, Prabowo a primit automat cea mai înaltă clasă a tuturor ordinelor și decorațiilor civile și militare ale statului. Cu toate acestea, el deținea deja mai multe dintre aceste distincții încă din perioada în care a activat ca ministru al apărării, fiind decorat pentru contribuțiile sale în domeniul apărării naționale și al securității.

### Distincții străine
| Panglică | Distincție                                                                        | Țară                  | Dată              |
| -------- | --------------------------------------------------------------------------------- | --------------------- | ----------------- |
|          | Comandor al Ordinului Național al Meritului                                       | Franța                | 1997              |
|          | Cavaler al Ordinului Regal Sahametrei                                             | Cambodia              | Necunoscută       |
|          | Mare cordon al Ordinului Meritului Militar                                        | Iordania              | Necunoscută       |
|          | Mare Comandor al Ordinului Prea Înalt al Malaccăi (Datuk Seri) (DGSM)             | Malaysia              | 26 iulie 2022     |
|          | Ordinul pentru Serviciu Distins (Militar)                                         | Singapore             | 21 noiembrie 2023 |
|          | Colan al Ordinului Zayed                                                          | Emiratele Arabe Unite | 13 mai 2024       |
|          | Colanul Mare al Ordinului Soarelui din Peru                                       | Peru                  | 14 noiembrie 2024 |
|          | Mare Comandor al Ordinului Familiei Regale a statului Johor (DK I)                | Malaysia              | 27 ianuarie 2025  |
|          | Membru clasa I al Ordinului Familiei Regale Laila Utama (Dato Laila Utama) (DK I) | Brunei                | 14 mai 2025       |
|          | Mare Cruce a Ordinului Național al Legiunii de Onoare                             | Franța                | 29 mai 2025       |

### Alte distincții

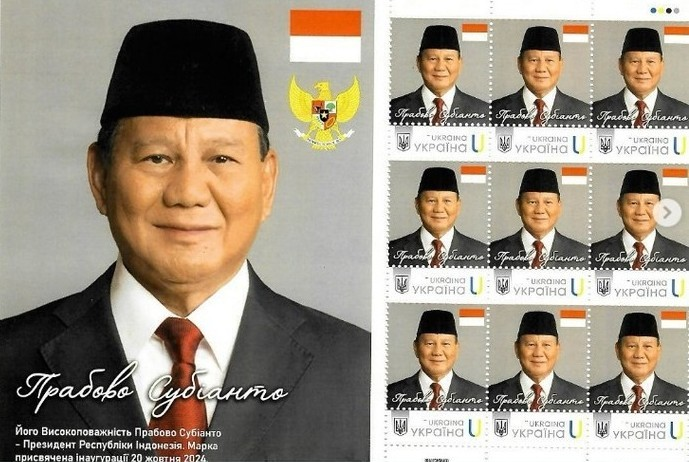
Timbru ucrainean din 2024 cu Prabowo Subianto.

La 17 iunie 2009, Prabowo a fost declarat membru al clanului Lumban Tobing din cadrul grupului etnic Toba Batak. Ceremonia de acordare a apartenenței la clan, organizată de Asociația Punguan Siraja Lumban Tobing (PPSLB), a avut loc la Centrul de Convenții de pe Lacul Toba, în Medan.
La 28 decembrie 2011, Prabowo a primit titlul tradițional de Tongkonan din partea populației indigene din satul Siguntu, Rantepao, Toraja de Nord. Decernarea titlului, însoțită de ceremonia funerară Rambu Solo', a fost asistată de guvernatorul provinciei Sulawesi de Sud, Syahrul Yasin Limpo, viceguvernatorul Agus Arifin Nu'mang, comandantul regiunii militare Kodam VII/Wirabuana, general-maiorul Muhammad Nizam, regentul regiunii Tanah Toraja, Theofilus Allorerung, regentul regiunii Toraja de Nord, Frederik Batti Sorring, precum și de mii de locuitori locali.
La 2 ianuarie 2024, Prabowo a primit titlul de Prieten al santri-lor indonezieni din partea școlii islamice Zainul Hasan Genggong din Probolinggo.
La 28 februarie 2024, lui Prabowo i-a fost acordat gradul onorific de general cu patru stele de către președintele Joko Widodo.
În noiembrie 2024, compania poștală națională a Ucrainei, Ukrposhta, a emis un timbru comemorativ, ediție limitată, în onoarea lui Prabowo. Inițiativa a fost coordonată de Ukrainian Initiative, un ONG condus de specialistul în studii indoneziene Yurii Kosenko, care a descris timbrul drept un omagiu adus lui Prabowo, precum și un simbol al prieteniei dintre Indonezia și Ucraina.